# Панов, Василий Николаевич
Васи́лий Никола́евич Пано́в (1 ноября 1906, Козельск — 18 января 1973, Москва) — советский шахматист, международный мастер (1950), шахматный литератор.

## Биография
Родился в Козельске, детство провел в Калуге, с 10 лет жил в Москве. Отец — Николай Александрович Панов, финансовый инспектор, мать — Евгения Васильевна Панова (урожд. Ассонова, дочь краеведа Василия Ивановича Ассонова), преподавательница в рабочей школе. Старший брат — Н. Н. Панов, поэт и писатель-маринист.
Научился играть в возрасте 7 лет у отца. С 1921 года участвовал в соревнованиях московского шахматного клуба. Выдвинулся в московских турнирах середины 1920-х гг.
Чемпион Москвы 1929 г., серебряный призер чемпионатов Москвы 1935 и 1939 гг., бронзовый призер чемпионатов Москвы 1941 и 1946 гг.
Победитель всесоюзного турнира промкооперации 1934 г.
Победитель отборочного турнира мастеров (Ленинград, 1936 г.; получил право участвовать в 10-м чемпионате СССР).
Победитель полуфинала 11-го чемпионата СССР (Киев, 1938 г.).
Чемпион ДСО «Медик» (1941 г.). Чемпион ДСО «Динамо» (1947 г.). Бронзовый призер чемпионата ДСО «Большевик» (1949 г.).
Участник шести чемпионатов СССР.
В составе сборной Москвы бронзовый призер командного чемпионата СССР 1953 г.
В 1957 г. в связи с ухудшением состояния здоровья резко сократил количество выступлений в турнирах. За следующие 6 лет принял участие только в полуфиналах двух чемпионатов Москвы, а также тренировочном турнире в Кишинёве (1963 г.). После этого окончательно отошел от практической игры.

## Литературная и журналистская деятельность
В 1922—1923 гг. под псевдонимом Василий Пила публиковал свои стихи в газете «Рабочая Москва». Выступал в печати со статьями, фельетонами и юморесками на шахматные темы. Является автором лирической пьесы-шутки «Кошечка», пьесы о партизанском движении «Труби, герольд», рассказа об эпизоде из жизни А. А. Алехина «Вслепую».
Является автором большого количества шахматных книг, посвященных теории дебютов, творчеству М. И. Чигорина, Х. Р. Капабланки и А. А. Алехина, а также нескольких учебников для начинающих.
Занимался шахматной журналистикой — вёл отделы в газетах «Известия» и «Пионерская правда».

## Вклад в теорию дебютов
В. Н. Панов внес заметный вклад в теорию ряда дебютов.

### Защита Каро — Канн
|   | a | b | c | d | e | f | g | h |   |
| - | --- | --- | --- | --- | --- | --- | --- | --- | - |
| 8 | a8 чёрная ладья · b8 чёрный конь · c8 чёрный слон · d8 чёрный ферзь · e8 чёрный король · f8 чёрный слон · g8 чёрный конь · h8 чёрная ладья · a7 чёрная пешка · b7 чёрная пешка · e7 чёрная пешка · f7 чёрная пешка · g7 чёрная пешка · h7 чёрная пешка · d5 чёрная пешка · c4 белая пешка · d4 белая пешка · a2 белая пешка · b2 белая пешка · f2 белая пешка · g2 белая пешка · h2 белая пешка · a1 белая ладья · b1 белый конь · c1 белый слон · d1 белый ферзь · e1 белый король · f1 белый слон · g1 белый конь · h1 белая ладья | a8 чёрная ладья · b8 чёрный конь · c8 чёрный слон · d8 чёрный ферзь · e8 чёрный король · f8 чёрный слон · g8 чёрный конь · h8 чёрная ладья · a7 чёрная пешка · b7 чёрная пешка · e7 чёрная пешка · f7 чёрная пешка · g7 чёрная пешка · h7 чёрная пешка · d5 чёрная пешка · c4 белая пешка · d4 белая пешка · a2 белая пешка · b2 белая пешка · f2 белая пешка · g2 белая пешка · h2 белая пешка · a1 белая ладья · b1 белый конь · c1 белый слон · d1 белый ферзь · e1 белый король · f1 белый слон · g1 белый конь · h1 белая ладья | a8 чёрная ладья · b8 чёрный конь · c8 чёрный слон · d8 чёрный ферзь · e8 чёрный король · f8 чёрный слон · g8 чёрный конь · h8 чёрная ладья · a7 чёрная пешка · b7 чёрная пешка · e7 чёрная пешка · f7 чёрная пешка · g7 чёрная пешка · h7 чёрная пешка · d5 чёрная пешка · c4 белая пешка · d4 белая пешка · a2 белая пешка · b2 белая пешка · f2 белая пешка · g2 белая пешка · h2 белая пешка · a1 белая ладья · b1 белый конь · c1 белый слон · d1 белый ферзь · e1 белый король · f1 белый слон · g1 белый конь · h1 белая ладья | a8 чёрная ладья · b8 чёрный конь · c8 чёрный слон · d8 чёрный ферзь · e8 чёрный король · f8 чёрный слон · g8 чёрный конь · h8 чёрная ладья · a7 чёрная пешка · b7 чёрная пешка · e7 чёрная пешка · f7 чёрная пешка · g7 чёрная пешка · h7 чёрная пешка · d5 чёрная пешка · c4 белая пешка · d4 белая пешка · a2 белая пешка · b2 белая пешка · f2 белая пешка · g2 белая пешка · h2 белая пешка · a1 белая ладья · b1 белый конь · c1 белый слон · d1 белый ферзь · e1 белый король · f1 белый слон · g1 белый конь · h1 белая ладья | a8 чёрная ладья · b8 чёрный конь · c8 чёрный слон · d8 чёрный ферзь · e8 чёрный король · f8 чёрный слон · g8 чёрный конь · h8 чёрная ладья · a7 чёрная пешка · b7 чёрная пешка · e7 чёрная пешка · f7 чёрная пешка · g7 чёрная пешка · h7 чёрная пешка · d5 чёрная пешка · c4 белая пешка · d4 белая пешка · a2 белая пешка · b2 белая пешка · f2 белая пешка · g2 белая пешка · h2 белая пешка · a1 белая ладья · b1 белый конь · c1 белый слон · d1 белый ферзь · e1 белый король · f1 белый слон · g1 белый конь · h1 белая ладья | a8 чёрная ладья · b8 чёрный конь · c8 чёрный слон · d8 чёрный ферзь · e8 чёрный король · f8 чёрный слон · g8 чёрный конь · h8 чёрная ладья · a7 чёрная пешка · b7 чёрная пешка · e7 чёрная пешка · f7 чёрная пешка · g7 чёрная пешка · h7 чёрная пешка · d5 чёрная пешка · c4 белая пешка · d4 белая пешка · a2 белая пешка · b2 белая пешка · f2 белая пешка · g2 белая пешка · h2 белая пешка · a1 белая ладья · b1 белый конь · c1 белый слон · d1 белый ферзь · e1 белый король · f1 белый слон · g1 белый конь · h1 белая ладья | a8 чёрная ладья · b8 чёрный конь · c8 чёрный слон · d8 чёрный ферзь · e8 чёрный король · f8 чёрный слон · g8 чёрный конь · h8 чёрная ладья · a7 чёрная пешка · b7 чёрная пешка · e7 чёрная пешка · f7 чёрная пешка · g7 чёрная пешка · h7 чёрная пешка · d5 чёрная пешка · c4 белая пешка · d4 белая пешка · a2 белая пешка · b2 белая пешка · f2 белая пешка · g2 белая пешка · h2 белая пешка · a1 белая ладья · b1 белый конь · c1 белый слон · d1 белый ферзь · e1 белый король · f1 белый слон · g1 белый конь · h1 белая ладья | a8 чёрная ладья · b8 чёрный конь · c8 чёрный слон · d8 чёрный ферзь · e8 чёрный король · f8 чёрный слон · g8 чёрный конь · h8 чёрная ладья · a7 чёрная пешка · b7 чёрная пешка · e7 чёрная пешка · f7 чёрная пешка · g7 чёрная пешка · h7 чёрная пешка · d5 чёрная пешка · c4 белая пешка · d4 белая пешка · a2 белая пешка · b2 белая пешка · f2 белая пешка · g2 белая пешка · h2 белая пешка · a1 белая ладья · b1 белый конь · c1 белый слон · d1 белый ферзь · e1 белый король · f1 белый слон · g1 белый конь · h1 белая ладья | 8 |
| 7 | a8 чёрная ладья · b8 чёрный конь · c8 чёрный слон · d8 чёрный ферзь · e8 чёрный король · f8 чёрный слон · g8 чёрный конь · h8 чёрная ладья · a7 чёрная пешка · b7 чёрная пешка · e7 чёрная пешка · f7 чёрная пешка · g7 чёрная пешка · h7 чёрная пешка · d5 чёрная пешка · c4 белая пешка · d4 белая пешка · a2 белая пешка · b2 белая пешка · f2 белая пешка · g2 белая пешка · h2 белая пешка · a1 белая ладья · b1 белый конь · c1 белый слон · d1 белый ферзь · e1 белый король · f1 белый слон · g1 белый конь · h1 белая ладья | a8 чёрная ладья · b8 чёрный конь · c8 чёрный слон · d8 чёрный ферзь · e8 чёрный король · f8 чёрный слон · g8 чёрный конь · h8 чёрная ладья · a7 чёрная пешка · b7 чёрная пешка · e7 чёрная пешка · f7 чёрная пешка · g7 чёрная пешка · h7 чёрная пешка · d5 чёрная пешка · c4 белая пешка · d4 белая пешка · a2 белая пешка · b2 белая пешка · f2 белая пешка · g2 белая пешка · h2 белая пешка · a1 белая ладья · b1 белый конь · c1 белый слон · d1 белый ферзь · e1 белый король · f1 белый слон · g1 белый конь · h1 белая ладья | a8 чёрная ладья · b8 чёрный конь · c8 чёрный слон · d8 чёрный ферзь · e8 чёрный король · f8 чёрный слон · g8 чёрный конь · h8 чёрная ладья · a7 чёрная пешка · b7 чёрная пешка · e7 чёрная пешка · f7 чёрная пешка · g7 чёрная пешка · h7 чёрная пешка · d5 чёрная пешка · c4 белая пешка · d4 белая пешка · a2 белая пешка · b2 белая пешка · f2 белая пешка · g2 белая пешка · h2 белая пешка · a1 белая ладья · b1 белый конь · c1 белый слон · d1 белый ферзь · e1 белый король · f1 белый слон · g1 белый конь · h1 белая ладья | a8 чёрная ладья · b8 чёрный конь · c8 чёрный слон · d8 чёрный ферзь · e8 чёрный король · f8 чёрный слон · g8 чёрный конь · h8 чёрная ладья · a7 чёрная пешка · b7 чёрная пешка · e7 чёрная пешка · f7 чёрная пешка · g7 чёрная пешка · h7 чёрная пешка · d5 чёрная пешка · c4 белая пешка · d4 белая пешка · a2 белая пешка · b2 белая пешка · f2 белая пешка · g2 белая пешка · h2 белая пешка · a1 белая ладья · b1 белый конь · c1 белый слон · d1 белый ферзь · e1 белый король · f1 белый слон · g1 белый конь · h1 белая ладья | a8 чёрная ладья · b8 чёрный конь · c8 чёрный слон · d8 чёрный ферзь · e8 чёрный король · f8 чёрный слон · g8 чёрный конь · h8 чёрная ладья · a7 чёрная пешка · b7 чёрная пешка · e7 чёрная пешка · f7 чёрная пешка · g7 чёрная пешка · h7 чёрная пешка · d5 чёрная пешка · c4 белая пешка · d4 белая пешка · a2 белая пешка · b2 белая пешка · f2 белая пешка · g2 белая пешка · h2 белая пешка · a1 белая ладья · b1 белый конь · c1 белый слон · d1 белый ферзь · e1 белый король · f1 белый слон · g1 белый конь · h1 белая ладья | a8 чёрная ладья · b8 чёрный конь · c8 чёрный слон · d8 чёрный ферзь · e8 чёрный король · f8 чёрный слон · g8 чёрный конь · h8 чёрная ладья · a7 чёрная пешка · b7 чёрная пешка · e7 чёрная пешка · f7 чёрная пешка · g7 чёрная пешка · h7 чёрная пешка · d5 чёрная пешка · c4 белая пешка · d4 белая пешка · a2 белая пешка · b2 белая пешка · f2 белая пешка · g2 белая пешка · h2 белая пешка · a1 белая ладья · b1 белый конь · c1 белый слон · d1 белый ферзь · e1 белый король · f1 белый слон · g1 белый конь · h1 белая ладья | a8 чёрная ладья · b8 чёрный конь · c8 чёрный слон · d8 чёрный ферзь · e8 чёрный король · f8 чёрный слон · g8 чёрный конь · h8 чёрная ладья · a7 чёрная пешка · b7 чёрная пешка · e7 чёрная пешка · f7 чёрная пешка · g7 чёрная пешка · h7 чёрная пешка · d5 чёрная пешка · c4 белая пешка · d4 белая пешка · a2 белая пешка · b2 белая пешка · f2 белая пешка · g2 белая пешка · h2 белая пешка · a1 белая ладья · b1 белый конь · c1 белый слон · d1 белый ферзь · e1 белый король · f1 белый слон · g1 белый конь · h1 белая ладья | a8 чёрная ладья · b8 чёрный конь · c8 чёрный слон · d8 чёрный ферзь · e8 чёрный король · f8 чёрный слон · g8 чёрный конь · h8 чёрная ладья · a7 чёрная пешка · b7 чёрная пешка · e7 чёрная пешка · f7 чёрная пешка · g7 чёрная пешка · h7 чёрная пешка · d5 чёрная пешка · c4 белая пешка · d4 белая пешка · a2 белая пешка · b2 белая пешка · f2 белая пешка · g2 белая пешка · h2 белая пешка · a1 белая ладья · b1 белый конь · c1 белый слон · d1 белый ферзь · e1 белый король · f1 белый слон · g1 белый конь · h1 белая ладья | 7 |
| 6 | a8 чёрная ладья · b8 чёрный конь · c8 чёрный слон · d8 чёрный ферзь · e8 чёрный король · f8 чёрный слон · g8 чёрный конь · h8 чёрная ладья · a7 чёрная пешка · b7 чёрная пешка · e7 чёрная пешка · f7 чёрная пешка · g7 чёрная пешка · h7 чёрная пешка · d5 чёрная пешка · c4 белая пешка · d4 белая пешка · a2 белая пешка · b2 белая пешка · f2 белая пешка · g2 белая пешка · h2 белая пешка · a1 белая ладья · b1 белый конь · c1 белый слон · d1 белый ферзь · e1 белый король · f1 белый слон · g1 белый конь · h1 белая ладья | a8 чёрная ладья · b8 чёрный конь · c8 чёрный слон · d8 чёрный ферзь · e8 чёрный король · f8 чёрный слон · g8 чёрный конь · h8 чёрная ладья · a7 чёрная пешка · b7 чёрная пешка · e7 чёрная пешка · f7 чёрная пешка · g7 чёрная пешка · h7 чёрная пешка · d5 чёрная пешка · c4 белая пешка · d4 белая пешка · a2 белая пешка · b2 белая пешка · f2 белая пешка · g2 белая пешка · h2 белая пешка · a1 белая ладья · b1 белый конь · c1 белый слон · d1 белый ферзь · e1 белый король · f1 белый слон · g1 белый конь · h1 белая ладья | a8 чёрная ладья · b8 чёрный конь · c8 чёрный слон · d8 чёрный ферзь · e8 чёрный король · f8 чёрный слон · g8 чёрный конь · h8 чёрная ладья · a7 чёрная пешка · b7 чёрная пешка · e7 чёрная пешка · f7 чёрная пешка · g7 чёрная пешка · h7 чёрная пешка · d5 чёрная пешка · c4 белая пешка · d4 белая пешка · a2 белая пешка · b2 белая пешка · f2 белая пешка · g2 белая пешка · h2 белая пешка · a1 белая ладья · b1 белый конь · c1 белый слон · d1 белый ферзь · e1 белый король · f1 белый слон · g1 белый конь · h1 белая ладья | a8 чёрная ладья · b8 чёрный конь · c8 чёрный слон · d8 чёрный ферзь · e8 чёрный король · f8 чёрный слон · g8 чёрный конь · h8 чёрная ладья · a7 чёрная пешка · b7 чёрная пешка · e7 чёрная пешка · f7 чёрная пешка · g7 чёрная пешка · h7 чёрная пешка · d5 чёрная пешка · c4 белая пешка · d4 белая пешка · a2 белая пешка · b2 белая пешка · f2 белая пешка · g2 белая пешка · h2 белая пешка · a1 белая ладья · b1 белый конь · c1 белый слон · d1 белый ферзь · e1 белый король · f1 белый слон · g1 белый конь · h1 белая ладья | a8 чёрная ладья · b8 чёрный конь · c8 чёрный слон · d8 чёрный ферзь · e8 чёрный король · f8 чёрный слон · g8 чёрный конь · h8 чёрная ладья · a7 чёрная пешка · b7 чёрная пешка · e7 чёрная пешка · f7 чёрная пешка · g7 чёрная пешка · h7 чёрная пешка · d5 чёрная пешка · c4 белая пешка · d4 белая пешка · a2 белая пешка · b2 белая пешка · f2 белая пешка · g2 белая пешка · h2 белая пешка · a1 белая ладья · b1 белый конь · c1 белый слон · d1 белый ферзь · e1 белый король · f1 белый слон · g1 белый конь · h1 белая ладья | a8 чёрная ладья · b8 чёрный конь · c8 чёрный слон · d8 чёрный ферзь · e8 чёрный король · f8 чёрный слон · g8 чёрный конь · h8 чёрная ладья · a7 чёрная пешка · b7 чёрная пешка · e7 чёрная пешка · f7 чёрная пешка · g7 чёрная пешка · h7 чёрная пешка · d5 чёрная пешка · c4 белая пешка · d4 белая пешка · a2 белая пешка · b2 белая пешка · f2 белая пешка · g2 белая пешка · h2 белая пешка · a1 белая ладья · b1 белый конь · c1 белый слон · d1 белый ферзь · e1 белый король · f1 белый слон · g1 белый конь · h1 белая ладья | a8 чёрная ладья · b8 чёрный конь · c8 чёрный слон · d8 чёрный ферзь · e8 чёрный король · f8 чёрный слон · g8 чёрный конь · h8 чёрная ладья · a7 чёрная пешка · b7 чёрная пешка · e7 чёрная пешка · f7 чёрная пешка · g7 чёрная пешка · h7 чёрная пешка · d5 чёрная пешка · c4 белая пешка · d4 белая пешка · a2 белая пешка · b2 белая пешка · f2 белая пешка · g2 белая пешка · h2 белая пешка · a1 белая ладья · b1 белый конь · c1 белый слон · d1 белый ферзь · e1 белый король · f1 белый слон · g1 белый конь · h1 белая ладья | a8 чёрная ладья · b8 чёрный конь · c8 чёрный слон · d8 чёрный ферзь · e8 чёрный король · f8 чёрный слон · g8 чёрный конь · h8 чёрная ладья · a7 чёрная пешка · b7 чёрная пешка · e7 чёрная пешка · f7 чёрная пешка · g7 чёрная пешка · h7 чёрная пешка · d5 чёрная пешка · c4 белая пешка · d4 белая пешка · a2 белая пешка · b2 белая пешка · f2 белая пешка · g2 белая пешка · h2 белая пешка · a1 белая ладья · b1 белый конь · c1 белый слон · d1 белый ферзь · e1 белый король · f1 белый слон · g1 белый конь · h1 белая ладья | 6 |
| 5 | a8 чёрная ладья · b8 чёрный конь · c8 чёрный слон · d8 чёрный ферзь · e8 чёрный король · f8 чёрный слон · g8 чёрный конь · h8 чёрная ладья · a7 чёрная пешка · b7 чёрная пешка · e7 чёрная пешка · f7 чёрная пешка · g7 чёрная пешка · h7 чёрная пешка · d5 чёрная пешка · c4 белая пешка · d4 белая пешка · a2 белая пешка · b2 белая пешка · f2 белая пешка · g2 белая пешка · h2 белая пешка · a1 белая ладья · b1 белый конь · c1 белый слон · d1 белый ферзь · e1 белый король · f1 белый слон · g1 белый конь · h1 белая ладья | a8 чёрная ладья · b8 чёрный конь · c8 чёрный слон · d8 чёрный ферзь · e8 чёрный король · f8 чёрный слон · g8 чёрный конь · h8 чёрная ладья · a7 чёрная пешка · b7 чёрная пешка · e7 чёрная пешка · f7 чёрная пешка · g7 чёрная пешка · h7 чёрная пешка · d5 чёрная пешка · c4 белая пешка · d4 белая пешка · a2 белая пешка · b2 белая пешка · f2 белая пешка · g2 белая пешка · h2 белая пешка · a1 белая ладья · b1 белый конь · c1 белый слон · d1 белый ферзь · e1 белый король · f1 белый слон · g1 белый конь · h1 белая ладья | a8 чёрная ладья · b8 чёрный конь · c8 чёрный слон · d8 чёрный ферзь · e8 чёрный король · f8 чёрный слон · g8 чёрный конь · h8 чёрная ладья · a7 чёрная пешка · b7 чёрная пешка · e7 чёрная пешка · f7 чёрная пешка · g7 чёрная пешка · h7 чёрная пешка · d5 чёрная пешка · c4 белая пешка · d4 белая пешка · a2 белая пешка · b2 белая пешка · f2 белая пешка · g2 белая пешка · h2 белая пешка · a1 белая ладья · b1 белый конь · c1 белый слон · d1 белый ферзь · e1 белый король · f1 белый слон · g1 белый конь · h1 белая ладья | a8 чёрная ладья · b8 чёрный конь · c8 чёрный слон · d8 чёрный ферзь · e8 чёрный король · f8 чёрный слон · g8 чёрный конь · h8 чёрная ладья · a7 чёрная пешка · b7 чёрная пешка · e7 чёрная пешка · f7 чёрная пешка · g7 чёрная пешка · h7 чёрная пешка · d5 чёрная пешка · c4 белая пешка · d4 белая пешка · a2 белая пешка · b2 белая пешка · f2 белая пешка · g2 белая пешка · h2 белая пешка · a1 белая ладья · b1 белый конь · c1 белый слон · d1 белый ферзь · e1 белый король · f1 белый слон · g1 белый конь · h1 белая ладья | a8 чёрная ладья · b8 чёрный конь · c8 чёрный слон · d8 чёрный ферзь · e8 чёрный король · f8 чёрный слон · g8 чёрный конь · h8 чёрная ладья · a7 чёрная пешка · b7 чёрная пешка · e7 чёрная пешка · f7 чёрная пешка · g7 чёрная пешка · h7 чёрная пешка · d5 чёрная пешка · c4 белая пешка · d4 белая пешка · a2 белая пешка · b2 белая пешка · f2 белая пешка · g2 белая пешка · h2 белая пешка · a1 белая ладья · b1 белый конь · c1 белый слон · d1 белый ферзь · e1 белый король · f1 белый слон · g1 белый конь · h1 белая ладья | a8 чёрная ладья · b8 чёрный конь · c8 чёрный слон · d8 чёрный ферзь · e8 чёрный король · f8 чёрный слон · g8 чёрный конь · h8 чёрная ладья · a7 чёрная пешка · b7 чёрная пешка · e7 чёрная пешка · f7 чёрная пешка · g7 чёрная пешка · h7 чёрная пешка · d5 чёрная пешка · c4 белая пешка · d4 белая пешка · a2 белая пешка · b2 белая пешка · f2 белая пешка · g2 белая пешка · h2 белая пешка · a1 белая ладья · b1 белый конь · c1 белый слон · d1 белый ферзь · e1 белый король · f1 белый слон · g1 белый конь · h1 белая ладья | a8 чёрная ладья · b8 чёрный конь · c8 чёрный слон · d8 чёрный ферзь · e8 чёрный король · f8 чёрный слон · g8 чёрный конь · h8 чёрная ладья · a7 чёрная пешка · b7 чёрная пешка · e7 чёрная пешка · f7 чёрная пешка · g7 чёрная пешка · h7 чёрная пешка · d5 чёрная пешка · c4 белая пешка · d4 белая пешка · a2 белая пешка · b2 белая пешка · f2 белая пешка · g2 белая пешка · h2 белая пешка · a1 белая ладья · b1 белый конь · c1 белый слон · d1 белый ферзь · e1 белый король · f1 белый слон · g1 белый конь · h1 белая ладья | a8 чёрная ладья · b8 чёрный конь · c8 чёрный слон · d8 чёрный ферзь · e8 чёрный король · f8 чёрный слон · g8 чёрный конь · h8 чёрная ладья · a7 чёрная пешка · b7 чёрная пешка · e7 чёрная пешка · f7 чёрная пешка · g7 чёрная пешка · h7 чёрная пешка · d5 чёрная пешка · c4 белая пешка · d4 белая пешка · a2 белая пешка · b2 белая пешка · f2 белая пешка · g2 белая пешка · h2 белая пешка · a1 белая ладья · b1 белый конь · c1 белый слон · d1 белый ферзь · e1 белый король · f1 белый слон · g1 белый конь · h1 белая ладья | 5 |
| 4 | a8 чёрная ладья · b8 чёрный конь · c8 чёрный слон · d8 чёрный ферзь · e8 чёрный король · f8 чёрный слон · g8 чёрный конь · h8 чёрная ладья · a7 чёрная пешка · b7 чёрная пешка · e7 чёрная пешка · f7 чёрная пешка · g7 чёрная пешка · h7 чёрная пешка · d5 чёрная пешка · c4 белая пешка · d4 белая пешка · a2 белая пешка · b2 белая пешка · f2 белая пешка · g2 белая пешка · h2 белая пешка · a1 белая ладья · b1 белый конь · c1 белый слон · d1 белый ферзь · e1 белый король · f1 белый слон · g1 белый конь · h1 белая ладья | a8 чёрная ладья · b8 чёрный конь · c8 чёрный слон · d8 чёрный ферзь · e8 чёрный король · f8 чёрный слон · g8 чёрный конь · h8 чёрная ладья · a7 чёрная пешка · b7 чёрная пешка · e7 чёрная пешка · f7 чёрная пешка · g7 чёрная пешка · h7 чёрная пешка · d5 чёрная пешка · c4 белая пешка · d4 белая пешка · a2 белая пешка · b2 белая пешка · f2 белая пешка · g2 белая пешка · h2 белая пешка · a1 белая ладья · b1 белый конь · c1 белый слон · d1 белый ферзь · e1 белый король · f1 белый слон · g1 белый конь · h1 белая ладья | a8 чёрная ладья · b8 чёрный конь · c8 чёрный слон · d8 чёрный ферзь · e8 чёрный король · f8 чёрный слон · g8 чёрный конь · h8 чёрная ладья · a7 чёрная пешка · b7 чёрная пешка · e7 чёрная пешка · f7 чёрная пешка · g7 чёрная пешка · h7 чёрная пешка · d5 чёрная пешка · c4 белая пешка · d4 белая пешка · a2 белая пешка · b2 белая пешка · f2 белая пешка · g2 белая пешка · h2 белая пешка · a1 белая ладья · b1 белый конь · c1 белый слон · d1 белый ферзь · e1 белый король · f1 белый слон · g1 белый конь · h1 белая ладья | a8 чёрная ладья · b8 чёрный конь · c8 чёрный слон · d8 чёрный ферзь · e8 чёрный король · f8 чёрный слон · g8 чёрный конь · h8 чёрная ладья · a7 чёрная пешка · b7 чёрная пешка · e7 чёрная пешка · f7 чёрная пешка · g7 чёрная пешка · h7 чёрная пешка · d5 чёрная пешка · c4 белая пешка · d4 белая пешка · a2 белая пешка · b2 белая пешка · f2 белая пешка · g2 белая пешка · h2 белая пешка · a1 белая ладья · b1 белый конь · c1 белый слон · d1 белый ферзь · e1 белый король · f1 белый слон · g1 белый конь · h1 белая ладья | a8 чёрная ладья · b8 чёрный конь · c8 чёрный слон · d8 чёрный ферзь · e8 чёрный король · f8 чёрный слон · g8 чёрный конь · h8 чёрная ладья · a7 чёрная пешка · b7 чёрная пешка · e7 чёрная пешка · f7 чёрная пешка · g7 чёрная пешка · h7 чёрная пешка · d5 чёрная пешка · c4 белая пешка · d4 белая пешка · a2 белая пешка · b2 белая пешка · f2 белая пешка · g2 белая пешка · h2 белая пешка · a1 белая ладья · b1 белый конь · c1 белый слон · d1 белый ферзь · e1 белый король · f1 белый слон · g1 белый конь · h1 белая ладья | a8 чёрная ладья · b8 чёрный конь · c8 чёрный слон · d8 чёрный ферзь · e8 чёрный король · f8 чёрный слон · g8 чёрный конь · h8 чёрная ладья · a7 чёрная пешка · b7 чёрная пешка · e7 чёрная пешка · f7 чёрная пешка · g7 чёрная пешка · h7 чёрная пешка · d5 чёрная пешка · c4 белая пешка · d4 белая пешка · a2 белая пешка · b2 белая пешка · f2 белая пешка · g2 белая пешка · h2 белая пешка · a1 белая ладья · b1 белый конь · c1 белый слон · d1 белый ферзь · e1 белый король · f1 белый слон · g1 белый конь · h1 белая ладья | a8 чёрная ладья · b8 чёрный конь · c8 чёрный слон · d8 чёрный ферзь · e8 чёрный король · f8 чёрный слон · g8 чёрный конь · h8 чёрная ладья · a7 чёрная пешка · b7 чёрная пешка · e7 чёрная пешка · f7 чёрная пешка · g7 чёрная пешка · h7 чёрная пешка · d5 чёрная пешка · c4 белая пешка · d4 белая пешка · a2 белая пешка · b2 белая пешка · f2 белая пешка · g2 белая пешка · h2 белая пешка · a1 белая ладья · b1 белый конь · c1 белый слон · d1 белый ферзь · e1 белый король · f1 белый слон · g1 белый конь · h1 белая ладья | a8 чёрная ладья · b8 чёрный конь · c8 чёрный слон · d8 чёрный ферзь · e8 чёрный король · f8 чёрный слон · g8 чёрный конь · h8 чёрная ладья · a7 чёрная пешка · b7 чёрная пешка · e7 чёрная пешка · f7 чёрная пешка · g7 чёрная пешка · h7 чёрная пешка · d5 чёрная пешка · c4 белая пешка · d4 белая пешка · a2 белая пешка · b2 белая пешка · f2 белая пешка · g2 белая пешка · h2 белая пешка · a1 белая ладья · b1 белый конь · c1 белый слон · d1 белый ферзь · e1 белый король · f1 белый слон · g1 белый конь · h1 белая ладья | 4 |
| 3 | a8 чёрная ладья · b8 чёрный конь · c8 чёрный слон · d8 чёрный ферзь · e8 чёрный король · f8 чёрный слон · g8 чёрный конь · h8 чёрная ладья · a7 чёрная пешка · b7 чёрная пешка · e7 чёрная пешка · f7 чёрная пешка · g7 чёрная пешка · h7 чёрная пешка · d5 чёрная пешка · c4 белая пешка · d4 белая пешка · a2 белая пешка · b2 белая пешка · f2 белая пешка · g2 белая пешка · h2 белая пешка · a1 белая ладья · b1 белый конь · c1 белый слон · d1 белый ферзь · e1 белый король · f1 белый слон · g1 белый конь · h1 белая ладья | a8 чёрная ладья · b8 чёрный конь · c8 чёрный слон · d8 чёрный ферзь · e8 чёрный король · f8 чёрный слон · g8 чёрный конь · h8 чёрная ладья · a7 чёрная пешка · b7 чёрная пешка · e7 чёрная пешка · f7 чёрная пешка · g7 чёрная пешка · h7 чёрная пешка · d5 чёрная пешка · c4 белая пешка · d4 белая пешка · a2 белая пешка · b2 белая пешка · f2 белая пешка · g2 белая пешка · h2 белая пешка · a1 белая ладья · b1 белый конь · c1 белый слон · d1 белый ферзь · e1 белый король · f1 белый слон · g1 белый конь · h1 белая ладья | a8 чёрная ладья · b8 чёрный конь · c8 чёрный слон · d8 чёрный ферзь · e8 чёрный король · f8 чёрный слон · g8 чёрный конь · h8 чёрная ладья · a7 чёрная пешка · b7 чёрная пешка · e7 чёрная пешка · f7 чёрная пешка · g7 чёрная пешка · h7 чёрная пешка · d5 чёрная пешка · c4 белая пешка · d4 белая пешка · a2 белая пешка · b2 белая пешка · f2 белая пешка · g2 белая пешка · h2 белая пешка · a1 белая ладья · b1 белый конь · c1 белый слон · d1 белый ферзь · e1 белый король · f1 белый слон · g1 белый конь · h1 белая ладья | a8 чёрная ладья · b8 чёрный конь · c8 чёрный слон · d8 чёрный ферзь · e8 чёрный король · f8 чёрный слон · g8 чёрный конь · h8 чёрная ладья · a7 чёрная пешка · b7 чёрная пешка · e7 чёрная пешка · f7 чёрная пешка · g7 чёрная пешка · h7 чёрная пешка · d5 чёрная пешка · c4 белая пешка · d4 белая пешка · a2 белая пешка · b2 белая пешка · f2 белая пешка · g2 белая пешка · h2 белая пешка · a1 белая ладья · b1 белый конь · c1 белый слон · d1 белый ферзь · e1 белый король · f1 белый слон · g1 белый конь · h1 белая ладья | a8 чёрная ладья · b8 чёрный конь · c8 чёрный слон · d8 чёрный ферзь · e8 чёрный король · f8 чёрный слон · g8 чёрный конь · h8 чёрная ладья · a7 чёрная пешка · b7 чёрная пешка · e7 чёрная пешка · f7 чёрная пешка · g7 чёрная пешка · h7 чёрная пешка · d5 чёрная пешка · c4 белая пешка · d4 белая пешка · a2 белая пешка · b2 белая пешка · f2 белая пешка · g2 белая пешка · h2 белая пешка · a1 белая ладья · b1 белый конь · c1 белый слон · d1 белый ферзь · e1 белый король · f1 белый слон · g1 белый конь · h1 белая ладья | a8 чёрная ладья · b8 чёрный конь · c8 чёрный слон · d8 чёрный ферзь · e8 чёрный король · f8 чёрный слон · g8 чёрный конь · h8 чёрная ладья · a7 чёрная пешка · b7 чёрная пешка · e7 чёрная пешка · f7 чёрная пешка · g7 чёрная пешка · h7 чёрная пешка · d5 чёрная пешка · c4 белая пешка · d4 белая пешка · a2 белая пешка · b2 белая пешка · f2 белая пешка · g2 белая пешка · h2 белая пешка · a1 белая ладья · b1 белый конь · c1 белый слон · d1 белый ферзь · e1 белый король · f1 белый слон · g1 белый конь · h1 белая ладья | a8 чёрная ладья · b8 чёрный конь · c8 чёрный слон · d8 чёрный ферзь · e8 чёрный король · f8 чёрный слон · g8 чёрный конь · h8 чёрная ладья · a7 чёрная пешка · b7 чёрная пешка · e7 чёрная пешка · f7 чёрная пешка · g7 чёрная пешка · h7 чёрная пешка · d5 чёрная пешка · c4 белая пешка · d4 белая пешка · a2 белая пешка · b2 белая пешка · f2 белая пешка · g2 белая пешка · h2 белая пешка · a1 белая ладья · b1 белый конь · c1 белый слон · d1 белый ферзь · e1 белый король · f1 белый слон · g1 белый конь · h1 белая ладья | a8 чёрная ладья · b8 чёрный конь · c8 чёрный слон · d8 чёрный ферзь · e8 чёрный король · f8 чёрный слон · g8 чёрный конь · h8 чёрная ладья · a7 чёрная пешка · b7 чёрная пешка · e7 чёрная пешка · f7 чёрная пешка · g7 чёрная пешка · h7 чёрная пешка · d5 чёрная пешка · c4 белая пешка · d4 белая пешка · a2 белая пешка · b2 белая пешка · f2 белая пешка · g2 белая пешка · h2 белая пешка · a1 белая ладья · b1 белый конь · c1 белый слон · d1 белый ферзь · e1 белый король · f1 белый слон · g1 белый конь · h1 белая ладья | 3 |
| 2 | a8 чёрная ладья · b8 чёрный конь · c8 чёрный слон · d8 чёрный ферзь · e8 чёрный король · f8 чёрный слон · g8 чёрный конь · h8 чёрная ладья · a7 чёрная пешка · b7 чёрная пешка · e7 чёрная пешка · f7 чёрная пешка · g7 чёрная пешка · h7 чёрная пешка · d5 чёрная пешка · c4 белая пешка · d4 белая пешка · a2 белая пешка · b2 белая пешка · f2 белая пешка · g2 белая пешка · h2 белая пешка · a1 белая ладья · b1 белый конь · c1 белый слон · d1 белый ферзь · e1 белый король · f1 белый слон · g1 белый конь · h1 белая ладья | a8 чёрная ладья · b8 чёрный конь · c8 чёрный слон · d8 чёрный ферзь · e8 чёрный король · f8 чёрный слон · g8 чёрный конь · h8 чёрная ладья · a7 чёрная пешка · b7 чёрная пешка · e7 чёрная пешка · f7 чёрная пешка · g7 чёрная пешка · h7 чёрная пешка · d5 чёрная пешка · c4 белая пешка · d4 белая пешка · a2 белая пешка · b2 белая пешка · f2 белая пешка · g2 белая пешка · h2 белая пешка · a1 белая ладья · b1 белый конь · c1 белый слон · d1 белый ферзь · e1 белый король · f1 белый слон · g1 белый конь · h1 белая ладья | a8 чёрная ладья · b8 чёрный конь · c8 чёрный слон · d8 чёрный ферзь · e8 чёрный король · f8 чёрный слон · g8 чёрный конь · h8 чёрная ладья · a7 чёрная пешка · b7 чёрная пешка · e7 чёрная пешка · f7 чёрная пешка · g7 чёрная пешка · h7 чёрная пешка · d5 чёрная пешка · c4 белая пешка · d4 белая пешка · a2 белая пешка · b2 белая пешка · f2 белая пешка · g2 белая пешка · h2 белая пешка · a1 белая ладья · b1 белый конь · c1 белый слон · d1 белый ферзь · e1 белый король · f1 белый слон · g1 белый конь · h1 белая ладья | a8 чёрная ладья · b8 чёрный конь · c8 чёрный слон · d8 чёрный ферзь · e8 чёрный король · f8 чёрный слон · g8 чёрный конь · h8 чёрная ладья · a7 чёрная пешка · b7 чёрная пешка · e7 чёрная пешка · f7 чёрная пешка · g7 чёрная пешка · h7 чёрная пешка · d5 чёрная пешка · c4 белая пешка · d4 белая пешка · a2 белая пешка · b2 белая пешка · f2 белая пешка · g2 белая пешка · h2 белая пешка · a1 белая ладья · b1 белый конь · c1 белый слон · d1 белый ферзь · e1 белый король · f1 белый слон · g1 белый конь · h1 белая ладья | a8 чёрная ладья · b8 чёрный конь · c8 чёрный слон · d8 чёрный ферзь · e8 чёрный король · f8 чёрный слон · g8 чёрный конь · h8 чёрная ладья · a7 чёрная пешка · b7 чёрная пешка · e7 чёрная пешка · f7 чёрная пешка · g7 чёрная пешка · h7 чёрная пешка · d5 чёрная пешка · c4 белая пешка · d4 белая пешка · a2 белая пешка · b2 белая пешка · f2 белая пешка · g2 белая пешка · h2 белая пешка · a1 белая ладья · b1 белый конь · c1 белый слон · d1 белый ферзь · e1 белый король · f1 белый слон · g1 белый конь · h1 белая ладья | a8 чёрная ладья · b8 чёрный конь · c8 чёрный слон · d8 чёрный ферзь · e8 чёрный король · f8 чёрный слон · g8 чёрный конь · h8 чёрная ладья · a7 чёрная пешка · b7 чёрная пешка · e7 чёрная пешка · f7 чёрная пешка · g7 чёрная пешка · h7 чёрная пешка · d5 чёрная пешка · c4 белая пешка · d4 белая пешка · a2 белая пешка · b2 белая пешка · f2 белая пешка · g2 белая пешка · h2 белая пешка · a1 белая ладья · b1 белый конь · c1 белый слон · d1 белый ферзь · e1 белый король · f1 белый слон · g1 белый конь · h1 белая ладья | a8 чёрная ладья · b8 чёрный конь · c8 чёрный слон · d8 чёрный ферзь · e8 чёрный король · f8 чёрный слон · g8 чёрный конь · h8 чёрная ладья · a7 чёрная пешка · b7 чёрная пешка · e7 чёрная пешка · f7 чёрная пешка · g7 чёрная пешка · h7 чёрная пешка · d5 чёрная пешка · c4 белая пешка · d4 белая пешка · a2 белая пешка · b2 белая пешка · f2 белая пешка · g2 белая пешка · h2 белая пешка · a1 белая ладья · b1 белый конь · c1 белый слон · d1 белый ферзь · e1 белый король · f1 белый слон · g1 белый конь · h1 белая ладья | a8 чёрная ладья · b8 чёрный конь · c8 чёрный слон · d8 чёрный ферзь · e8 чёрный король · f8 чёрный слон · g8 чёрный конь · h8 чёрная ладья · a7 чёрная пешка · b7 чёрная пешка · e7 чёрная пешка · f7 чёрная пешка · g7 чёрная пешка · h7 чёрная пешка · d5 чёрная пешка · c4 белая пешка · d4 белая пешка · a2 белая пешка · b2 белая пешка · f2 белая пешка · g2 белая пешка · h2 белая пешка · a1 белая ладья · b1 белый конь · c1 белый слон · d1 белый ферзь · e1 белый король · f1 белый слон · g1 белый конь · h1 белая ладья | 2 |
| 1 | a8 чёрная ладья · b8 чёрный конь · c8 чёрный слон · d8 чёрный ферзь · e8 чёрный король · f8 чёрный слон · g8 чёрный конь · h8 чёрная ладья · a7 чёрная пешка · b7 чёрная пешка · e7 чёрная пешка · f7 чёрная пешка · g7 чёрная пешка · h7 чёрная пешка · d5 чёрная пешка · c4 белая пешка · d4 белая пешка · a2 белая пешка · b2 белая пешка · f2 белая пешка · g2 белая пешка · h2 белая пешка · a1 белая ладья · b1 белый конь · c1 белый слон · d1 белый ферзь · e1 белый король · f1 белый слон · g1 белый конь · h1 белая ладья | a8 чёрная ладья · b8 чёрный конь · c8 чёрный слон · d8 чёрный ферзь · e8 чёрный король · f8 чёрный слон · g8 чёрный конь · h8 чёрная ладья · a7 чёрная пешка · b7 чёрная пешка · e7 чёрная пешка · f7 чёрная пешка · g7 чёрная пешка · h7 чёрная пешка · d5 чёрная пешка · c4 белая пешка · d4 белая пешка · a2 белая пешка · b2 белая пешка · f2 белая пешка · g2 белая пешка · h2 белая пешка · a1 белая ладья · b1 белый конь · c1 белый слон · d1 белый ферзь · e1 белый король · f1 белый слон · g1 белый конь · h1 белая ладья | a8 чёрная ладья · b8 чёрный конь · c8 чёрный слон · d8 чёрный ферзь · e8 чёрный король · f8 чёрный слон · g8 чёрный конь · h8 чёрная ладья · a7 чёрная пешка · b7 чёрная пешка · e7 чёрная пешка · f7 чёрная пешка · g7 чёрная пешка · h7 чёрная пешка · d5 чёрная пешка · c4 белая пешка · d4 белая пешка · a2 белая пешка · b2 белая пешка · f2 белая пешка · g2 белая пешка · h2 белая пешка · a1 белая ладья · b1 белый конь · c1 белый слон · d1 белый ферзь · e1 белый король · f1 белый слон · g1 белый конь · h1 белая ладья | a8 чёрная ладья · b8 чёрный конь · c8 чёрный слон · d8 чёрный ферзь · e8 чёрный король · f8 чёрный слон · g8 чёрный конь · h8 чёрная ладья · a7 чёрная пешка · b7 чёрная пешка · e7 чёрная пешка · f7 чёрная пешка · g7 чёрная пешка · h7 чёрная пешка · d5 чёрная пешка · c4 белая пешка · d4 белая пешка · a2 белая пешка · b2 белая пешка · f2 белая пешка · g2 белая пешка · h2 белая пешка · a1 белая ладья · b1 белый конь · c1 белый слон · d1 белый ферзь · e1 белый король · f1 белый слон · g1 белый конь · h1 белая ладья | a8 чёрная ладья · b8 чёрный конь · c8 чёрный слон · d8 чёрный ферзь · e8 чёрный король · f8 чёрный слон · g8 чёрный конь · h8 чёрная ладья · a7 чёрная пешка · b7 чёрная пешка · e7 чёрная пешка · f7 чёрная пешка · g7 чёрная пешка · h7 чёрная пешка · d5 чёрная пешка · c4 белая пешка · d4 белая пешка · a2 белая пешка · b2 белая пешка · f2 белая пешка · g2 белая пешка · h2 белая пешка · a1 белая ладья · b1 белый конь · c1 белый слон · d1 белый ферзь · e1 белый король · f1 белый слон · g1 белый конь · h1 белая ладья | a8 чёрная ладья · b8 чёрный конь · c8 чёрный слон · d8 чёрный ферзь · e8 чёрный король · f8 чёрный слон · g8 чёрный конь · h8 чёрная ладья · a7 чёрная пешка · b7 чёрная пешка · e7 чёрная пешка · f7 чёрная пешка · g7 чёрная пешка · h7 чёрная пешка · d5 чёрная пешка · c4 белая пешка · d4 белая пешка · a2 белая пешка · b2 белая пешка · f2 белая пешка · g2 белая пешка · h2 белая пешка · a1 белая ладья · b1 белый конь · c1 белый слон · d1 белый ферзь · e1 белый король · f1 белый слон · g1 белый конь · h1 белая ладья | a8 чёрная ладья · b8 чёрный конь · c8 чёрный слон · d8 чёрный ферзь · e8 чёрный король · f8 чёрный слон · g8 чёрный конь · h8 чёрная ладья · a7 чёрная пешка · b7 чёрная пешка · e7 чёрная пешка · f7 чёрная пешка · g7 чёрная пешка · h7 чёрная пешка · d5 чёрная пешка · c4 белая пешка · d4 белая пешка · a2 белая пешка · b2 белая пешка · f2 белая пешка · g2 белая пешка · h2 белая пешка · a1 белая ладья · b1 белый конь · c1 белый слон · d1 белый ферзь · e1 белый король · f1 белый слон · g1 белый конь · h1 белая ладья | a8 чёрная ладья · b8 чёрный конь · c8 чёрный слон · d8 чёрный ферзь · e8 чёрный король · f8 чёрный слон · g8 чёрный конь · h8 чёрная ладья · a7 чёрная пешка · b7 чёрная пешка · e7 чёрная пешка · f7 чёрная пешка · g7 чёрная пешка · h7 чёрная пешка · d5 чёрная пешка · c4 белая пешка · d4 белая пешка · a2 белая пешка · b2 белая пешка · f2 белая пешка · g2 белая пешка · h2 белая пешка · a1 белая ладья · b1 белый конь · c1 белый слон · d1 белый ферзь · e1 белый король · f1 белый слон · g1 белый конь · h1 белая ладья | 1 |
|   | a | b | c | d | e | f | g | h |   |

Панов детально разработал и начал регулярно применять свою систему против защиты Каро — Канн. После обычных ходов 1. e4 c6 2. d4 d5 3. ed cd он ввел в практику ход 4. c4. Первый опыт применения — партия с С. А. Мудровым из чемпионата Москвы 1929 г. Результаты аналитической работы Панов опубликовал в 1930 г. в журнале «64: Шахматы и шашки в рабочем клубе». В дальнейшем атака Панова на много лет вошла в дебютные репертуары многих ведущих шахматистов и стала одним из главных планов атаки белых против защиты Каро — Канн.

### Защита Бенони
|   | a | b | c | d | e | f | g | h |   |
| - | --- | --- | --- | --- | --- | --- | --- | --- | - |
| 8 | a8 чёрная ладья · b8 чёрный конь · c8 чёрный слон · d8 чёрный ферзь · e8 чёрный король · h8 чёрная ладья · a7 чёрная пешка · b7 чёрная пешка · e7 чёрный слон · f7 чёрная пешка · g7 чёрная пешка · h7 чёрная пешка · d6 чёрная пешка · f6 чёрный конь · c5 чёрная пешка · d5 белая пешка · e5 чёрная пешка · c4 белая пешка · e4 белая пешка · c3 белый конь · a2 белая пешка · b2 белая пешка · f2 белая пешка · g2 белая пешка · h2 белая пешка · a1 белая ладья · c1 белый слон · d1 белый ферзь · e1 белый король · f1 белый слон · g1 белый конь · h1 белая ладья | a8 чёрная ладья · b8 чёрный конь · c8 чёрный слон · d8 чёрный ферзь · e8 чёрный король · h8 чёрная ладья · a7 чёрная пешка · b7 чёрная пешка · e7 чёрный слон · f7 чёрная пешка · g7 чёрная пешка · h7 чёрная пешка · d6 чёрная пешка · f6 чёрный конь · c5 чёрная пешка · d5 белая пешка · e5 чёрная пешка · c4 белая пешка · e4 белая пешка · c3 белый конь · a2 белая пешка · b2 белая пешка · f2 белая пешка · g2 белая пешка · h2 белая пешка · a1 белая ладья · c1 белый слон · d1 белый ферзь · e1 белый король · f1 белый слон · g1 белый конь · h1 белая ладья | a8 чёрная ладья · b8 чёрный конь · c8 чёрный слон · d8 чёрный ферзь · e8 чёрный король · h8 чёрная ладья · a7 чёрная пешка · b7 чёрная пешка · e7 чёрный слон · f7 чёрная пешка · g7 чёрная пешка · h7 чёрная пешка · d6 чёрная пешка · f6 чёрный конь · c5 чёрная пешка · d5 белая пешка · e5 чёрная пешка · c4 белая пешка · e4 белая пешка · c3 белый конь · a2 белая пешка · b2 белая пешка · f2 белая пешка · g2 белая пешка · h2 белая пешка · a1 белая ладья · c1 белый слон · d1 белый ферзь · e1 белый король · f1 белый слон · g1 белый конь · h1 белая ладья | a8 чёрная ладья · b8 чёрный конь · c8 чёрный слон · d8 чёрный ферзь · e8 чёрный король · h8 чёрная ладья · a7 чёрная пешка · b7 чёрная пешка · e7 чёрный слон · f7 чёрная пешка · g7 чёрная пешка · h7 чёрная пешка · d6 чёрная пешка · f6 чёрный конь · c5 чёрная пешка · d5 белая пешка · e5 чёрная пешка · c4 белая пешка · e4 белая пешка · c3 белый конь · a2 белая пешка · b2 белая пешка · f2 белая пешка · g2 белая пешка · h2 белая пешка · a1 белая ладья · c1 белый слон · d1 белый ферзь · e1 белый король · f1 белый слон · g1 белый конь · h1 белая ладья | a8 чёрная ладья · b8 чёрный конь · c8 чёрный слон · d8 чёрный ферзь · e8 чёрный король · h8 чёрная ладья · a7 чёрная пешка · b7 чёрная пешка · e7 чёрный слон · f7 чёрная пешка · g7 чёрная пешка · h7 чёрная пешка · d6 чёрная пешка · f6 чёрный конь · c5 чёрная пешка · d5 белая пешка · e5 чёрная пешка · c4 белая пешка · e4 белая пешка · c3 белый конь · a2 белая пешка · b2 белая пешка · f2 белая пешка · g2 белая пешка · h2 белая пешка · a1 белая ладья · c1 белый слон · d1 белый ферзь · e1 белый король · f1 белый слон · g1 белый конь · h1 белая ладья | a8 чёрная ладья · b8 чёрный конь · c8 чёрный слон · d8 чёрный ферзь · e8 чёрный король · h8 чёрная ладья · a7 чёрная пешка · b7 чёрная пешка · e7 чёрный слон · f7 чёрная пешка · g7 чёрная пешка · h7 чёрная пешка · d6 чёрная пешка · f6 чёрный конь · c5 чёрная пешка · d5 белая пешка · e5 чёрная пешка · c4 белая пешка · e4 белая пешка · c3 белый конь · a2 белая пешка · b2 белая пешка · f2 белая пешка · g2 белая пешка · h2 белая пешка · a1 белая ладья · c1 белый слон · d1 белый ферзь · e1 белый король · f1 белый слон · g1 белый конь · h1 белая ладья | a8 чёрная ладья · b8 чёрный конь · c8 чёрный слон · d8 чёрный ферзь · e8 чёрный король · h8 чёрная ладья · a7 чёрная пешка · b7 чёрная пешка · e7 чёрный слон · f7 чёрная пешка · g7 чёрная пешка · h7 чёрная пешка · d6 чёрная пешка · f6 чёрный конь · c5 чёрная пешка · d5 белая пешка · e5 чёрная пешка · c4 белая пешка · e4 белая пешка · c3 белый конь · a2 белая пешка · b2 белая пешка · f2 белая пешка · g2 белая пешка · h2 белая пешка · a1 белая ладья · c1 белый слон · d1 белый ферзь · e1 белый король · f1 белый слон · g1 белый конь · h1 белая ладья | a8 чёрная ладья · b8 чёрный конь · c8 чёрный слон · d8 чёрный ферзь · e8 чёрный король · h8 чёрная ладья · a7 чёрная пешка · b7 чёрная пешка · e7 чёрный слон · f7 чёрная пешка · g7 чёрная пешка · h7 чёрная пешка · d6 чёрная пешка · f6 чёрный конь · c5 чёрная пешка · d5 белая пешка · e5 чёрная пешка · c4 белая пешка · e4 белая пешка · c3 белый конь · a2 белая пешка · b2 белая пешка · f2 белая пешка · g2 белая пешка · h2 белая пешка · a1 белая ладья · c1 белый слон · d1 белый ферзь · e1 белый король · f1 белый слон · g1 белый конь · h1 белая ладья | 8 |
| 7 | a8 чёрная ладья · b8 чёрный конь · c8 чёрный слон · d8 чёрный ферзь · e8 чёрный король · h8 чёрная ладья · a7 чёрная пешка · b7 чёрная пешка · e7 чёрный слон · f7 чёрная пешка · g7 чёрная пешка · h7 чёрная пешка · d6 чёрная пешка · f6 чёрный конь · c5 чёрная пешка · d5 белая пешка · e5 чёрная пешка · c4 белая пешка · e4 белая пешка · c3 белый конь · a2 белая пешка · b2 белая пешка · f2 белая пешка · g2 белая пешка · h2 белая пешка · a1 белая ладья · c1 белый слон · d1 белый ферзь · e1 белый король · f1 белый слон · g1 белый конь · h1 белая ладья | a8 чёрная ладья · b8 чёрный конь · c8 чёрный слон · d8 чёрный ферзь · e8 чёрный король · h8 чёрная ладья · a7 чёрная пешка · b7 чёрная пешка · e7 чёрный слон · f7 чёрная пешка · g7 чёрная пешка · h7 чёрная пешка · d6 чёрная пешка · f6 чёрный конь · c5 чёрная пешка · d5 белая пешка · e5 чёрная пешка · c4 белая пешка · e4 белая пешка · c3 белый конь · a2 белая пешка · b2 белая пешка · f2 белая пешка · g2 белая пешка · h2 белая пешка · a1 белая ладья · c1 белый слон · d1 белый ферзь · e1 белый король · f1 белый слон · g1 белый конь · h1 белая ладья | a8 чёрная ладья · b8 чёрный конь · c8 чёрный слон · d8 чёрный ферзь · e8 чёрный король · h8 чёрная ладья · a7 чёрная пешка · b7 чёрная пешка · e7 чёрный слон · f7 чёрная пешка · g7 чёрная пешка · h7 чёрная пешка · d6 чёрная пешка · f6 чёрный конь · c5 чёрная пешка · d5 белая пешка · e5 чёрная пешка · c4 белая пешка · e4 белая пешка · c3 белый конь · a2 белая пешка · b2 белая пешка · f2 белая пешка · g2 белая пешка · h2 белая пешка · a1 белая ладья · c1 белый слон · d1 белый ферзь · e1 белый король · f1 белый слон · g1 белый конь · h1 белая ладья | a8 чёрная ладья · b8 чёрный конь · c8 чёрный слон · d8 чёрный ферзь · e8 чёрный король · h8 чёрная ладья · a7 чёрная пешка · b7 чёрная пешка · e7 чёрный слон · f7 чёрная пешка · g7 чёрная пешка · h7 чёрная пешка · d6 чёрная пешка · f6 чёрный конь · c5 чёрная пешка · d5 белая пешка · e5 чёрная пешка · c4 белая пешка · e4 белая пешка · c3 белый конь · a2 белая пешка · b2 белая пешка · f2 белая пешка · g2 белая пешка · h2 белая пешка · a1 белая ладья · c1 белый слон · d1 белый ферзь · e1 белый король · f1 белый слон · g1 белый конь · h1 белая ладья | a8 чёрная ладья · b8 чёрный конь · c8 чёрный слон · d8 чёрный ферзь · e8 чёрный король · h8 чёрная ладья · a7 чёрная пешка · b7 чёрная пешка · e7 чёрный слон · f7 чёрная пешка · g7 чёрная пешка · h7 чёрная пешка · d6 чёрная пешка · f6 чёрный конь · c5 чёрная пешка · d5 белая пешка · e5 чёрная пешка · c4 белая пешка · e4 белая пешка · c3 белый конь · a2 белая пешка · b2 белая пешка · f2 белая пешка · g2 белая пешка · h2 белая пешка · a1 белая ладья · c1 белый слон · d1 белый ферзь · e1 белый король · f1 белый слон · g1 белый конь · h1 белая ладья | a8 чёрная ладья · b8 чёрный конь · c8 чёрный слон · d8 чёрный ферзь · e8 чёрный король · h8 чёрная ладья · a7 чёрная пешка · b7 чёрная пешка · e7 чёрный слон · f7 чёрная пешка · g7 чёрная пешка · h7 чёрная пешка · d6 чёрная пешка · f6 чёрный конь · c5 чёрная пешка · d5 белая пешка · e5 чёрная пешка · c4 белая пешка · e4 белая пешка · c3 белый конь · a2 белая пешка · b2 белая пешка · f2 белая пешка · g2 белая пешка · h2 белая пешка · a1 белая ладья · c1 белый слон · d1 белый ферзь · e1 белый король · f1 белый слон · g1 белый конь · h1 белая ладья | a8 чёрная ладья · b8 чёрный конь · c8 чёрный слон · d8 чёрный ферзь · e8 чёрный король · h8 чёрная ладья · a7 чёрная пешка · b7 чёрная пешка · e7 чёрный слон · f7 чёрная пешка · g7 чёрная пешка · h7 чёрная пешка · d6 чёрная пешка · f6 чёрный конь · c5 чёрная пешка · d5 белая пешка · e5 чёрная пешка · c4 белая пешка · e4 белая пешка · c3 белый конь · a2 белая пешка · b2 белая пешка · f2 белая пешка · g2 белая пешка · h2 белая пешка · a1 белая ладья · c1 белый слон · d1 белый ферзь · e1 белый король · f1 белый слон · g1 белый конь · h1 белая ладья | a8 чёрная ладья · b8 чёрный конь · c8 чёрный слон · d8 чёрный ферзь · e8 чёрный король · h8 чёрная ладья · a7 чёрная пешка · b7 чёрная пешка · e7 чёрный слон · f7 чёрная пешка · g7 чёрная пешка · h7 чёрная пешка · d6 чёрная пешка · f6 чёрный конь · c5 чёрная пешка · d5 белая пешка · e5 чёрная пешка · c4 белая пешка · e4 белая пешка · c3 белый конь · a2 белая пешка · b2 белая пешка · f2 белая пешка · g2 белая пешка · h2 белая пешка · a1 белая ладья · c1 белый слон · d1 белый ферзь · e1 белый король · f1 белый слон · g1 белый конь · h1 белая ладья | 7 |
| 6 | a8 чёрная ладья · b8 чёрный конь · c8 чёрный слон · d8 чёрный ферзь · e8 чёрный король · h8 чёрная ладья · a7 чёрная пешка · b7 чёрная пешка · e7 чёрный слон · f7 чёрная пешка · g7 чёрная пешка · h7 чёрная пешка · d6 чёрная пешка · f6 чёрный конь · c5 чёрная пешка · d5 белая пешка · e5 чёрная пешка · c4 белая пешка · e4 белая пешка · c3 белый конь · a2 белая пешка · b2 белая пешка · f2 белая пешка · g2 белая пешка · h2 белая пешка · a1 белая ладья · c1 белый слон · d1 белый ферзь · e1 белый король · f1 белый слон · g1 белый конь · h1 белая ладья | a8 чёрная ладья · b8 чёрный конь · c8 чёрный слон · d8 чёрный ферзь · e8 чёрный король · h8 чёрная ладья · a7 чёрная пешка · b7 чёрная пешка · e7 чёрный слон · f7 чёрная пешка · g7 чёрная пешка · h7 чёрная пешка · d6 чёрная пешка · f6 чёрный конь · c5 чёрная пешка · d5 белая пешка · e5 чёрная пешка · c4 белая пешка · e4 белая пешка · c3 белый конь · a2 белая пешка · b2 белая пешка · f2 белая пешка · g2 белая пешка · h2 белая пешка · a1 белая ладья · c1 белый слон · d1 белый ферзь · e1 белый король · f1 белый слон · g1 белый конь · h1 белая ладья | a8 чёрная ладья · b8 чёрный конь · c8 чёрный слон · d8 чёрный ферзь · e8 чёрный король · h8 чёрная ладья · a7 чёрная пешка · b7 чёрная пешка · e7 чёрный слон · f7 чёрная пешка · g7 чёрная пешка · h7 чёрная пешка · d6 чёрная пешка · f6 чёрный конь · c5 чёрная пешка · d5 белая пешка · e5 чёрная пешка · c4 белая пешка · e4 белая пешка · c3 белый конь · a2 белая пешка · b2 белая пешка · f2 белая пешка · g2 белая пешка · h2 белая пешка · a1 белая ладья · c1 белый слон · d1 белый ферзь · e1 белый король · f1 белый слон · g1 белый конь · h1 белая ладья | a8 чёрная ладья · b8 чёрный конь · c8 чёрный слон · d8 чёрный ферзь · e8 чёрный король · h8 чёрная ладья · a7 чёрная пешка · b7 чёрная пешка · e7 чёрный слон · f7 чёрная пешка · g7 чёрная пешка · h7 чёрная пешка · d6 чёрная пешка · f6 чёрный конь · c5 чёрная пешка · d5 белая пешка · e5 чёрная пешка · c4 белая пешка · e4 белая пешка · c3 белый конь · a2 белая пешка · b2 белая пешка · f2 белая пешка · g2 белая пешка · h2 белая пешка · a1 белая ладья · c1 белый слон · d1 белый ферзь · e1 белый король · f1 белый слон · g1 белый конь · h1 белая ладья | a8 чёрная ладья · b8 чёрный конь · c8 чёрный слон · d8 чёрный ферзь · e8 чёрный король · h8 чёрная ладья · a7 чёрная пешка · b7 чёрная пешка · e7 чёрный слон · f7 чёрная пешка · g7 чёрная пешка · h7 чёрная пешка · d6 чёрная пешка · f6 чёрный конь · c5 чёрная пешка · d5 белая пешка · e5 чёрная пешка · c4 белая пешка · e4 белая пешка · c3 белый конь · a2 белая пешка · b2 белая пешка · f2 белая пешка · g2 белая пешка · h2 белая пешка · a1 белая ладья · c1 белый слон · d1 белый ферзь · e1 белый король · f1 белый слон · g1 белый конь · h1 белая ладья | a8 чёрная ладья · b8 чёрный конь · c8 чёрный слон · d8 чёрный ферзь · e8 чёрный король · h8 чёрная ладья · a7 чёрная пешка · b7 чёрная пешка · e7 чёрный слон · f7 чёрная пешка · g7 чёрная пешка · h7 чёрная пешка · d6 чёрная пешка · f6 чёрный конь · c5 чёрная пешка · d5 белая пешка · e5 чёрная пешка · c4 белая пешка · e4 белая пешка · c3 белый конь · a2 белая пешка · b2 белая пешка · f2 белая пешка · g2 белая пешка · h2 белая пешка · a1 белая ладья · c1 белый слон · d1 белый ферзь · e1 белый король · f1 белый слон · g1 белый конь · h1 белая ладья | a8 чёрная ладья · b8 чёрный конь · c8 чёрный слон · d8 чёрный ферзь · e8 чёрный король · h8 чёрная ладья · a7 чёрная пешка · b7 чёрная пешка · e7 чёрный слон · f7 чёрная пешка · g7 чёрная пешка · h7 чёрная пешка · d6 чёрная пешка · f6 чёрный конь · c5 чёрная пешка · d5 белая пешка · e5 чёрная пешка · c4 белая пешка · e4 белая пешка · c3 белый конь · a2 белая пешка · b2 белая пешка · f2 белая пешка · g2 белая пешка · h2 белая пешка · a1 белая ладья · c1 белый слон · d1 белый ферзь · e1 белый король · f1 белый слон · g1 белый конь · h1 белая ладья | a8 чёрная ладья · b8 чёрный конь · c8 чёрный слон · d8 чёрный ферзь · e8 чёрный король · h8 чёрная ладья · a7 чёрная пешка · b7 чёрная пешка · e7 чёрный слон · f7 чёрная пешка · g7 чёрная пешка · h7 чёрная пешка · d6 чёрная пешка · f6 чёрный конь · c5 чёрная пешка · d5 белая пешка · e5 чёрная пешка · c4 белая пешка · e4 белая пешка · c3 белый конь · a2 белая пешка · b2 белая пешка · f2 белая пешка · g2 белая пешка · h2 белая пешка · a1 белая ладья · c1 белый слон · d1 белый ферзь · e1 белый король · f1 белый слон · g1 белый конь · h1 белая ладья | 6 |
| 5 | a8 чёрная ладья · b8 чёрный конь · c8 чёрный слон · d8 чёрный ферзь · e8 чёрный король · h8 чёрная ладья · a7 чёрная пешка · b7 чёрная пешка · e7 чёрный слон · f7 чёрная пешка · g7 чёрная пешка · h7 чёрная пешка · d6 чёрная пешка · f6 чёрный конь · c5 чёрная пешка · d5 белая пешка · e5 чёрная пешка · c4 белая пешка · e4 белая пешка · c3 белый конь · a2 белая пешка · b2 белая пешка · f2 белая пешка · g2 белая пешка · h2 белая пешка · a1 белая ладья · c1 белый слон · d1 белый ферзь · e1 белый король · f1 белый слон · g1 белый конь · h1 белая ладья | a8 чёрная ладья · b8 чёрный конь · c8 чёрный слон · d8 чёрный ферзь · e8 чёрный король · h8 чёрная ладья · a7 чёрная пешка · b7 чёрная пешка · e7 чёрный слон · f7 чёрная пешка · g7 чёрная пешка · h7 чёрная пешка · d6 чёрная пешка · f6 чёрный конь · c5 чёрная пешка · d5 белая пешка · e5 чёрная пешка · c4 белая пешка · e4 белая пешка · c3 белый конь · a2 белая пешка · b2 белая пешка · f2 белая пешка · g2 белая пешка · h2 белая пешка · a1 белая ладья · c1 белый слон · d1 белый ферзь · e1 белый король · f1 белый слон · g1 белый конь · h1 белая ладья | a8 чёрная ладья · b8 чёрный конь · c8 чёрный слон · d8 чёрный ферзь · e8 чёрный король · h8 чёрная ладья · a7 чёрная пешка · b7 чёрная пешка · e7 чёрный слон · f7 чёрная пешка · g7 чёрная пешка · h7 чёрная пешка · d6 чёрная пешка · f6 чёрный конь · c5 чёрная пешка · d5 белая пешка · e5 чёрная пешка · c4 белая пешка · e4 белая пешка · c3 белый конь · a2 белая пешка · b2 белая пешка · f2 белая пешка · g2 белая пешка · h2 белая пешка · a1 белая ладья · c1 белый слон · d1 белый ферзь · e1 белый король · f1 белый слон · g1 белый конь · h1 белая ладья | a8 чёрная ладья · b8 чёрный конь · c8 чёрный слон · d8 чёрный ферзь · e8 чёрный король · h8 чёрная ладья · a7 чёрная пешка · b7 чёрная пешка · e7 чёрный слон · f7 чёрная пешка · g7 чёрная пешка · h7 чёрная пешка · d6 чёрная пешка · f6 чёрный конь · c5 чёрная пешка · d5 белая пешка · e5 чёрная пешка · c4 белая пешка · e4 белая пешка · c3 белый конь · a2 белая пешка · b2 белая пешка · f2 белая пешка · g2 белая пешка · h2 белая пешка · a1 белая ладья · c1 белый слон · d1 белый ферзь · e1 белый король · f1 белый слон · g1 белый конь · h1 белая ладья | a8 чёрная ладья · b8 чёрный конь · c8 чёрный слон · d8 чёрный ферзь · e8 чёрный король · h8 чёрная ладья · a7 чёрная пешка · b7 чёрная пешка · e7 чёрный слон · f7 чёрная пешка · g7 чёрная пешка · h7 чёрная пешка · d6 чёрная пешка · f6 чёрный конь · c5 чёрная пешка · d5 белая пешка · e5 чёрная пешка · c4 белая пешка · e4 белая пешка · c3 белый конь · a2 белая пешка · b2 белая пешка · f2 белая пешка · g2 белая пешка · h2 белая пешка · a1 белая ладья · c1 белый слон · d1 белый ферзь · e1 белый король · f1 белый слон · g1 белый конь · h1 белая ладья | a8 чёрная ладья · b8 чёрный конь · c8 чёрный слон · d8 чёрный ферзь · e8 чёрный король · h8 чёрная ладья · a7 чёрная пешка · b7 чёрная пешка · e7 чёрный слон · f7 чёрная пешка · g7 чёрная пешка · h7 чёрная пешка · d6 чёрная пешка · f6 чёрный конь · c5 чёрная пешка · d5 белая пешка · e5 чёрная пешка · c4 белая пешка · e4 белая пешка · c3 белый конь · a2 белая пешка · b2 белая пешка · f2 белая пешка · g2 белая пешка · h2 белая пешка · a1 белая ладья · c1 белый слон · d1 белый ферзь · e1 белый король · f1 белый слон · g1 белый конь · h1 белая ладья | a8 чёрная ладья · b8 чёрный конь · c8 чёрный слон · d8 чёрный ферзь · e8 чёрный король · h8 чёрная ладья · a7 чёрная пешка · b7 чёрная пешка · e7 чёрный слон · f7 чёрная пешка · g7 чёрная пешка · h7 чёрная пешка · d6 чёрная пешка · f6 чёрный конь · c5 чёрная пешка · d5 белая пешка · e5 чёрная пешка · c4 белая пешка · e4 белая пешка · c3 белый конь · a2 белая пешка · b2 белая пешка · f2 белая пешка · g2 белая пешка · h2 белая пешка · a1 белая ладья · c1 белый слон · d1 белый ферзь · e1 белый король · f1 белый слон · g1 белый конь · h1 белая ладья | a8 чёрная ладья · b8 чёрный конь · c8 чёрный слон · d8 чёрный ферзь · e8 чёрный король · h8 чёрная ладья · a7 чёрная пешка · b7 чёрная пешка · e7 чёрный слон · f7 чёрная пешка · g7 чёрная пешка · h7 чёрная пешка · d6 чёрная пешка · f6 чёрный конь · c5 чёрная пешка · d5 белая пешка · e5 чёрная пешка · c4 белая пешка · e4 белая пешка · c3 белый конь · a2 белая пешка · b2 белая пешка · f2 белая пешка · g2 белая пешка · h2 белая пешка · a1 белая ладья · c1 белый слон · d1 белый ферзь · e1 белый король · f1 белый слон · g1 белый конь · h1 белая ладья | 5 |
| 4 | a8 чёрная ладья · b8 чёрный конь · c8 чёрный слон · d8 чёрный ферзь · e8 чёрный король · h8 чёрная ладья · a7 чёрная пешка · b7 чёрная пешка · e7 чёрный слон · f7 чёрная пешка · g7 чёрная пешка · h7 чёрная пешка · d6 чёрная пешка · f6 чёрный конь · c5 чёрная пешка · d5 белая пешка · e5 чёрная пешка · c4 белая пешка · e4 белая пешка · c3 белый конь · a2 белая пешка · b2 белая пешка · f2 белая пешка · g2 белая пешка · h2 белая пешка · a1 белая ладья · c1 белый слон · d1 белый ферзь · e1 белый король · f1 белый слон · g1 белый конь · h1 белая ладья | a8 чёрная ладья · b8 чёрный конь · c8 чёрный слон · d8 чёрный ферзь · e8 чёрный король · h8 чёрная ладья · a7 чёрная пешка · b7 чёрная пешка · e7 чёрный слон · f7 чёрная пешка · g7 чёрная пешка · h7 чёрная пешка · d6 чёрная пешка · f6 чёрный конь · c5 чёрная пешка · d5 белая пешка · e5 чёрная пешка · c4 белая пешка · e4 белая пешка · c3 белый конь · a2 белая пешка · b2 белая пешка · f2 белая пешка · g2 белая пешка · h2 белая пешка · a1 белая ладья · c1 белый слон · d1 белый ферзь · e1 белый король · f1 белый слон · g1 белый конь · h1 белая ладья | a8 чёрная ладья · b8 чёрный конь · c8 чёрный слон · d8 чёрный ферзь · e8 чёрный король · h8 чёрная ладья · a7 чёрная пешка · b7 чёрная пешка · e7 чёрный слон · f7 чёрная пешка · g7 чёрная пешка · h7 чёрная пешка · d6 чёрная пешка · f6 чёрный конь · c5 чёрная пешка · d5 белая пешка · e5 чёрная пешка · c4 белая пешка · e4 белая пешка · c3 белый конь · a2 белая пешка · b2 белая пешка · f2 белая пешка · g2 белая пешка · h2 белая пешка · a1 белая ладья · c1 белый слон · d1 белый ферзь · e1 белый король · f1 белый слон · g1 белый конь · h1 белая ладья | a8 чёрная ладья · b8 чёрный конь · c8 чёрный слон · d8 чёрный ферзь · e8 чёрный король · h8 чёрная ладья · a7 чёрная пешка · b7 чёрная пешка · e7 чёрный слон · f7 чёрная пешка · g7 чёрная пешка · h7 чёрная пешка · d6 чёрная пешка · f6 чёрный конь · c5 чёрная пешка · d5 белая пешка · e5 чёрная пешка · c4 белая пешка · e4 белая пешка · c3 белый конь · a2 белая пешка · b2 белая пешка · f2 белая пешка · g2 белая пешка · h2 белая пешка · a1 белая ладья · c1 белый слон · d1 белый ферзь · e1 белый король · f1 белый слон · g1 белый конь · h1 белая ладья | a8 чёрная ладья · b8 чёрный конь · c8 чёрный слон · d8 чёрный ферзь · e8 чёрный король · h8 чёрная ладья · a7 чёрная пешка · b7 чёрная пешка · e7 чёрный слон · f7 чёрная пешка · g7 чёрная пешка · h7 чёрная пешка · d6 чёрная пешка · f6 чёрный конь · c5 чёрная пешка · d5 белая пешка · e5 чёрная пешка · c4 белая пешка · e4 белая пешка · c3 белый конь · a2 белая пешка · b2 белая пешка · f2 белая пешка · g2 белая пешка · h2 белая пешка · a1 белая ладья · c1 белый слон · d1 белый ферзь · e1 белый король · f1 белый слон · g1 белый конь · h1 белая ладья | a8 чёрная ладья · b8 чёрный конь · c8 чёрный слон · d8 чёрный ферзь · e8 чёрный король · h8 чёрная ладья · a7 чёрная пешка · b7 чёрная пешка · e7 чёрный слон · f7 чёрная пешка · g7 чёрная пешка · h7 чёрная пешка · d6 чёрная пешка · f6 чёрный конь · c5 чёрная пешка · d5 белая пешка · e5 чёрная пешка · c4 белая пешка · e4 белая пешка · c3 белый конь · a2 белая пешка · b2 белая пешка · f2 белая пешка · g2 белая пешка · h2 белая пешка · a1 белая ладья · c1 белый слон · d1 белый ферзь · e1 белый король · f1 белый слон · g1 белый конь · h1 белая ладья | a8 чёрная ладья · b8 чёрный конь · c8 чёрный слон · d8 чёрный ферзь · e8 чёрный король · h8 чёрная ладья · a7 чёрная пешка · b7 чёрная пешка · e7 чёрный слон · f7 чёрная пешка · g7 чёрная пешка · h7 чёрная пешка · d6 чёрная пешка · f6 чёрный конь · c5 чёрная пешка · d5 белая пешка · e5 чёрная пешка · c4 белая пешка · e4 белая пешка · c3 белый конь · a2 белая пешка · b2 белая пешка · f2 белая пешка · g2 белая пешка · h2 белая пешка · a1 белая ладья · c1 белый слон · d1 белый ферзь · e1 белый король · f1 белый слон · g1 белый конь · h1 белая ладья | a8 чёрная ладья · b8 чёрный конь · c8 чёрный слон · d8 чёрный ферзь · e8 чёрный король · h8 чёрная ладья · a7 чёрная пешка · b7 чёрная пешка · e7 чёрный слон · f7 чёрная пешка · g7 чёрная пешка · h7 чёрная пешка · d6 чёрная пешка · f6 чёрный конь · c5 чёрная пешка · d5 белая пешка · e5 чёрная пешка · c4 белая пешка · e4 белая пешка · c3 белый конь · a2 белая пешка · b2 белая пешка · f2 белая пешка · g2 белая пешка · h2 белая пешка · a1 белая ладья · c1 белый слон · d1 белый ферзь · e1 белый король · f1 белый слон · g1 белый конь · h1 белая ладья | 4 |
| 3 | a8 чёрная ладья · b8 чёрный конь · c8 чёрный слон · d8 чёрный ферзь · e8 чёрный король · h8 чёрная ладья · a7 чёрная пешка · b7 чёрная пешка · e7 чёрный слон · f7 чёрная пешка · g7 чёрная пешка · h7 чёрная пешка · d6 чёрная пешка · f6 чёрный конь · c5 чёрная пешка · d5 белая пешка · e5 чёрная пешка · c4 белая пешка · e4 белая пешка · c3 белый конь · a2 белая пешка · b2 белая пешка · f2 белая пешка · g2 белая пешка · h2 белая пешка · a1 белая ладья · c1 белый слон · d1 белый ферзь · e1 белый король · f1 белый слон · g1 белый конь · h1 белая ладья | a8 чёрная ладья · b8 чёрный конь · c8 чёрный слон · d8 чёрный ферзь · e8 чёрный король · h8 чёрная ладья · a7 чёрная пешка · b7 чёрная пешка · e7 чёрный слон · f7 чёрная пешка · g7 чёрная пешка · h7 чёрная пешка · d6 чёрная пешка · f6 чёрный конь · c5 чёрная пешка · d5 белая пешка · e5 чёрная пешка · c4 белая пешка · e4 белая пешка · c3 белый конь · a2 белая пешка · b2 белая пешка · f2 белая пешка · g2 белая пешка · h2 белая пешка · a1 белая ладья · c1 белый слон · d1 белый ферзь · e1 белый король · f1 белый слон · g1 белый конь · h1 белая ладья | a8 чёрная ладья · b8 чёрный конь · c8 чёрный слон · d8 чёрный ферзь · e8 чёрный король · h8 чёрная ладья · a7 чёрная пешка · b7 чёрная пешка · e7 чёрный слон · f7 чёрная пешка · g7 чёрная пешка · h7 чёрная пешка · d6 чёрная пешка · f6 чёрный конь · c5 чёрная пешка · d5 белая пешка · e5 чёрная пешка · c4 белая пешка · e4 белая пешка · c3 белый конь · a2 белая пешка · b2 белая пешка · f2 белая пешка · g2 белая пешка · h2 белая пешка · a1 белая ладья · c1 белый слон · d1 белый ферзь · e1 белый король · f1 белый слон · g1 белый конь · h1 белая ладья | a8 чёрная ладья · b8 чёрный конь · c8 чёрный слон · d8 чёрный ферзь · e8 чёрный король · h8 чёрная ладья · a7 чёрная пешка · b7 чёрная пешка · e7 чёрный слон · f7 чёрная пешка · g7 чёрная пешка · h7 чёрная пешка · d6 чёрная пешка · f6 чёрный конь · c5 чёрная пешка · d5 белая пешка · e5 чёрная пешка · c4 белая пешка · e4 белая пешка · c3 белый конь · a2 белая пешка · b2 белая пешка · f2 белая пешка · g2 белая пешка · h2 белая пешка · a1 белая ладья · c1 белый слон · d1 белый ферзь · e1 белый король · f1 белый слон · g1 белый конь · h1 белая ладья | a8 чёрная ладья · b8 чёрный конь · c8 чёрный слон · d8 чёрный ферзь · e8 чёрный король · h8 чёрная ладья · a7 чёрная пешка · b7 чёрная пешка · e7 чёрный слон · f7 чёрная пешка · g7 чёрная пешка · h7 чёрная пешка · d6 чёрная пешка · f6 чёрный конь · c5 чёрная пешка · d5 белая пешка · e5 чёрная пешка · c4 белая пешка · e4 белая пешка · c3 белый конь · a2 белая пешка · b2 белая пешка · f2 белая пешка · g2 белая пешка · h2 белая пешка · a1 белая ладья · c1 белый слон · d1 белый ферзь · e1 белый король · f1 белый слон · g1 белый конь · h1 белая ладья | a8 чёрная ладья · b8 чёрный конь · c8 чёрный слон · d8 чёрный ферзь · e8 чёрный король · h8 чёрная ладья · a7 чёрная пешка · b7 чёрная пешка · e7 чёрный слон · f7 чёрная пешка · g7 чёрная пешка · h7 чёрная пешка · d6 чёрная пешка · f6 чёрный конь · c5 чёрная пешка · d5 белая пешка · e5 чёрная пешка · c4 белая пешка · e4 белая пешка · c3 белый конь · a2 белая пешка · b2 белая пешка · f2 белая пешка · g2 белая пешка · h2 белая пешка · a1 белая ладья · c1 белый слон · d1 белый ферзь · e1 белый король · f1 белый слон · g1 белый конь · h1 белая ладья | a8 чёрная ладья · b8 чёрный конь · c8 чёрный слон · d8 чёрный ферзь · e8 чёрный король · h8 чёрная ладья · a7 чёрная пешка · b7 чёрная пешка · e7 чёрный слон · f7 чёрная пешка · g7 чёрная пешка · h7 чёрная пешка · d6 чёрная пешка · f6 чёрный конь · c5 чёрная пешка · d5 белая пешка · e5 чёрная пешка · c4 белая пешка · e4 белая пешка · c3 белый конь · a2 белая пешка · b2 белая пешка · f2 белая пешка · g2 белая пешка · h2 белая пешка · a1 белая ладья · c1 белый слон · d1 белый ферзь · e1 белый король · f1 белый слон · g1 белый конь · h1 белая ладья | a8 чёрная ладья · b8 чёрный конь · c8 чёрный слон · d8 чёрный ферзь · e8 чёрный король · h8 чёрная ладья · a7 чёрная пешка · b7 чёрная пешка · e7 чёрный слон · f7 чёрная пешка · g7 чёрная пешка · h7 чёрная пешка · d6 чёрная пешка · f6 чёрный конь · c5 чёрная пешка · d5 белая пешка · e5 чёрная пешка · c4 белая пешка · e4 белая пешка · c3 белый конь · a2 белая пешка · b2 белая пешка · f2 белая пешка · g2 белая пешка · h2 белая пешка · a1 белая ладья · c1 белый слон · d1 белый ферзь · e1 белый король · f1 белый слон · g1 белый конь · h1 белая ладья | 3 |
| 2 | a8 чёрная ладья · b8 чёрный конь · c8 чёрный слон · d8 чёрный ферзь · e8 чёрный король · h8 чёрная ладья · a7 чёрная пешка · b7 чёрная пешка · e7 чёрный слон · f7 чёрная пешка · g7 чёрная пешка · h7 чёрная пешка · d6 чёрная пешка · f6 чёрный конь · c5 чёрная пешка · d5 белая пешка · e5 чёрная пешка · c4 белая пешка · e4 белая пешка · c3 белый конь · a2 белая пешка · b2 белая пешка · f2 белая пешка · g2 белая пешка · h2 белая пешка · a1 белая ладья · c1 белый слон · d1 белый ферзь · e1 белый король · f1 белый слон · g1 белый конь · h1 белая ладья | a8 чёрная ладья · b8 чёрный конь · c8 чёрный слон · d8 чёрный ферзь · e8 чёрный король · h8 чёрная ладья · a7 чёрная пешка · b7 чёрная пешка · e7 чёрный слон · f7 чёрная пешка · g7 чёрная пешка · h7 чёрная пешка · d6 чёрная пешка · f6 чёрный конь · c5 чёрная пешка · d5 белая пешка · e5 чёрная пешка · c4 белая пешка · e4 белая пешка · c3 белый конь · a2 белая пешка · b2 белая пешка · f2 белая пешка · g2 белая пешка · h2 белая пешка · a1 белая ладья · c1 белый слон · d1 белый ферзь · e1 белый король · f1 белый слон · g1 белый конь · h1 белая ладья | a8 чёрная ладья · b8 чёрный конь · c8 чёрный слон · d8 чёрный ферзь · e8 чёрный король · h8 чёрная ладья · a7 чёрная пешка · b7 чёрная пешка · e7 чёрный слон · f7 чёрная пешка · g7 чёрная пешка · h7 чёрная пешка · d6 чёрная пешка · f6 чёрный конь · c5 чёрная пешка · d5 белая пешка · e5 чёрная пешка · c4 белая пешка · e4 белая пешка · c3 белый конь · a2 белая пешка · b2 белая пешка · f2 белая пешка · g2 белая пешка · h2 белая пешка · a1 белая ладья · c1 белый слон · d1 белый ферзь · e1 белый король · f1 белый слон · g1 белый конь · h1 белая ладья | a8 чёрная ладья · b8 чёрный конь · c8 чёрный слон · d8 чёрный ферзь · e8 чёрный король · h8 чёрная ладья · a7 чёрная пешка · b7 чёрная пешка · e7 чёрный слон · f7 чёрная пешка · g7 чёрная пешка · h7 чёрная пешка · d6 чёрная пешка · f6 чёрный конь · c5 чёрная пешка · d5 белая пешка · e5 чёрная пешка · c4 белая пешка · e4 белая пешка · c3 белый конь · a2 белая пешка · b2 белая пешка · f2 белая пешка · g2 белая пешка · h2 белая пешка · a1 белая ладья · c1 белый слон · d1 белый ферзь · e1 белый король · f1 белый слон · g1 белый конь · h1 белая ладья | a8 чёрная ладья · b8 чёрный конь · c8 чёрный слон · d8 чёрный ферзь · e8 чёрный король · h8 чёрная ладья · a7 чёрная пешка · b7 чёрная пешка · e7 чёрный слон · f7 чёрная пешка · g7 чёрная пешка · h7 чёрная пешка · d6 чёрная пешка · f6 чёрный конь · c5 чёрная пешка · d5 белая пешка · e5 чёрная пешка · c4 белая пешка · e4 белая пешка · c3 белый конь · a2 белая пешка · b2 белая пешка · f2 белая пешка · g2 белая пешка · h2 белая пешка · a1 белая ладья · c1 белый слон · d1 белый ферзь · e1 белый король · f1 белый слон · g1 белый конь · h1 белая ладья | a8 чёрная ладья · b8 чёрный конь · c8 чёрный слон · d8 чёрный ферзь · e8 чёрный король · h8 чёрная ладья · a7 чёрная пешка · b7 чёрная пешка · e7 чёрный слон · f7 чёрная пешка · g7 чёрная пешка · h7 чёрная пешка · d6 чёрная пешка · f6 чёрный конь · c5 чёрная пешка · d5 белая пешка · e5 чёрная пешка · c4 белая пешка · e4 белая пешка · c3 белый конь · a2 белая пешка · b2 белая пешка · f2 белая пешка · g2 белая пешка · h2 белая пешка · a1 белая ладья · c1 белый слон · d1 белый ферзь · e1 белый король · f1 белый слон · g1 белый конь · h1 белая ладья | a8 чёрная ладья · b8 чёрный конь · c8 чёрный слон · d8 чёрный ферзь · e8 чёрный король · h8 чёрная ладья · a7 чёрная пешка · b7 чёрная пешка · e7 чёрный слон · f7 чёрная пешка · g7 чёрная пешка · h7 чёрная пешка · d6 чёрная пешка · f6 чёрный конь · c5 чёрная пешка · d5 белая пешка · e5 чёрная пешка · c4 белая пешка · e4 белая пешка · c3 белый конь · a2 белая пешка · b2 белая пешка · f2 белая пешка · g2 белая пешка · h2 белая пешка · a1 белая ладья · c1 белый слон · d1 белый ферзь · e1 белый король · f1 белый слон · g1 белый конь · h1 белая ладья | a8 чёрная ладья · b8 чёрный конь · c8 чёрный слон · d8 чёрный ферзь · e8 чёрный король · h8 чёрная ладья · a7 чёрная пешка · b7 чёрная пешка · e7 чёрный слон · f7 чёрная пешка · g7 чёрная пешка · h7 чёрная пешка · d6 чёрная пешка · f6 чёрный конь · c5 чёрная пешка · d5 белая пешка · e5 чёрная пешка · c4 белая пешка · e4 белая пешка · c3 белый конь · a2 белая пешка · b2 белая пешка · f2 белая пешка · g2 белая пешка · h2 белая пешка · a1 белая ладья · c1 белый слон · d1 белый ферзь · e1 белый король · f1 белый слон · g1 белый конь · h1 белая ладья | 2 |
| 1 | a8 чёрная ладья · b8 чёрный конь · c8 чёрный слон · d8 чёрный ферзь · e8 чёрный король · h8 чёрная ладья · a7 чёрная пешка · b7 чёрная пешка · e7 чёрный слон · f7 чёрная пешка · g7 чёрная пешка · h7 чёрная пешка · d6 чёрная пешка · f6 чёрный конь · c5 чёрная пешка · d5 белая пешка · e5 чёрная пешка · c4 белая пешка · e4 белая пешка · c3 белый конь · a2 белая пешка · b2 белая пешка · f2 белая пешка · g2 белая пешка · h2 белая пешка · a1 белая ладья · c1 белый слон · d1 белый ферзь · e1 белый король · f1 белый слон · g1 белый конь · h1 белая ладья | a8 чёрная ладья · b8 чёрный конь · c8 чёрный слон · d8 чёрный ферзь · e8 чёрный король · h8 чёрная ладья · a7 чёрная пешка · b7 чёрная пешка · e7 чёрный слон · f7 чёрная пешка · g7 чёрная пешка · h7 чёрная пешка · d6 чёрная пешка · f6 чёрный конь · c5 чёрная пешка · d5 белая пешка · e5 чёрная пешка · c4 белая пешка · e4 белая пешка · c3 белый конь · a2 белая пешка · b2 белая пешка · f2 белая пешка · g2 белая пешка · h2 белая пешка · a1 белая ладья · c1 белый слон · d1 белый ферзь · e1 белый король · f1 белый слон · g1 белый конь · h1 белая ладья | a8 чёрная ладья · b8 чёрный конь · c8 чёрный слон · d8 чёрный ферзь · e8 чёрный король · h8 чёрная ладья · a7 чёрная пешка · b7 чёрная пешка · e7 чёрный слон · f7 чёрная пешка · g7 чёрная пешка · h7 чёрная пешка · d6 чёрная пешка · f6 чёрный конь · c5 чёрная пешка · d5 белая пешка · e5 чёрная пешка · c4 белая пешка · e4 белая пешка · c3 белый конь · a2 белая пешка · b2 белая пешка · f2 белая пешка · g2 белая пешка · h2 белая пешка · a1 белая ладья · c1 белый слон · d1 белый ферзь · e1 белый король · f1 белый слон · g1 белый конь · h1 белая ладья | a8 чёрная ладья · b8 чёрный конь · c8 чёрный слон · d8 чёрный ферзь · e8 чёрный король · h8 чёрная ладья · a7 чёрная пешка · b7 чёрная пешка · e7 чёрный слон · f7 чёрная пешка · g7 чёрная пешка · h7 чёрная пешка · d6 чёрная пешка · f6 чёрный конь · c5 чёрная пешка · d5 белая пешка · e5 чёрная пешка · c4 белая пешка · e4 белая пешка · c3 белый конь · a2 белая пешка · b2 белая пешка · f2 белая пешка · g2 белая пешка · h2 белая пешка · a1 белая ладья · c1 белый слон · d1 белый ферзь · e1 белый король · f1 белый слон · g1 белый конь · h1 белая ладья | a8 чёрная ладья · b8 чёрный конь · c8 чёрный слон · d8 чёрный ферзь · e8 чёрный король · h8 чёрная ладья · a7 чёрная пешка · b7 чёрная пешка · e7 чёрный слон · f7 чёрная пешка · g7 чёрная пешка · h7 чёрная пешка · d6 чёрная пешка · f6 чёрный конь · c5 чёрная пешка · d5 белая пешка · e5 чёрная пешка · c4 белая пешка · e4 белая пешка · c3 белый конь · a2 белая пешка · b2 белая пешка · f2 белая пешка · g2 белая пешка · h2 белая пешка · a1 белая ладья · c1 белый слон · d1 белый ферзь · e1 белый король · f1 белый слон · g1 белый конь · h1 белая ладья | a8 чёрная ладья · b8 чёрный конь · c8 чёрный слон · d8 чёрный ферзь · e8 чёрный король · h8 чёрная ладья · a7 чёрная пешка · b7 чёрная пешка · e7 чёрный слон · f7 чёрная пешка · g7 чёрная пешка · h7 чёрная пешка · d6 чёрная пешка · f6 чёрный конь · c5 чёрная пешка · d5 белая пешка · e5 чёрная пешка · c4 белая пешка · e4 белая пешка · c3 белый конь · a2 белая пешка · b2 белая пешка · f2 белая пешка · g2 белая пешка · h2 белая пешка · a1 белая ладья · c1 белый слон · d1 белый ферзь · e1 белый король · f1 белый слон · g1 белый конь · h1 белая ладья | a8 чёрная ладья · b8 чёрный конь · c8 чёрный слон · d8 чёрный ферзь · e8 чёрный король · h8 чёрная ладья · a7 чёрная пешка · b7 чёрная пешка · e7 чёрный слон · f7 чёрная пешка · g7 чёрная пешка · h7 чёрная пешка · d6 чёрная пешка · f6 чёрный конь · c5 чёрная пешка · d5 белая пешка · e5 чёрная пешка · c4 белая пешка · e4 белая пешка · c3 белый конь · a2 белая пешка · b2 белая пешка · f2 белая пешка · g2 белая пешка · h2 белая пешка · a1 белая ладья · c1 белый слон · d1 белый ферзь · e1 белый король · f1 белый слон · g1 белый конь · h1 белая ладья | a8 чёрная ладья · b8 чёрный конь · c8 чёрный слон · d8 чёрный ферзь · e8 чёрный король · h8 чёрная ладья · a7 чёрная пешка · b7 чёрная пешка · e7 чёрный слон · f7 чёрная пешка · g7 чёрная пешка · h7 чёрная пешка · d6 чёрная пешка · f6 чёрный конь · c5 чёрная пешка · d5 белая пешка · e5 чёрная пешка · c4 белая пешка · e4 белая пешка · c3 белый конь · a2 белая пешка · b2 белая пешка · f2 белая пешка · g2 белая пешка · h2 белая пешка · a1 белая ладья · c1 белый слон · d1 белый ферзь · e1 белый король · f1 белый слон · g1 белый конь · h1 белая ладья | 1 |
|   | a | b | c | d | e | f | g | h |   |

В середине 1930-х гг. Панов начал активно применять за черных в ответ на 1. d4 следующий план защиты: 1… c5 2. d5 e5 3. e4 d6 4. c4 Кf6 5. Кc3 Сe7 (или 1… Кf6 2. c4 c5 3. d5 e5 4. Кc3 d6 5. e4 Сe7). Панов считал, что это не система защиты Бенони, а самостоятельный дебют, поскольку, по его мнению, план черных резко отличается от традиционно применявшихся в этом дебюте (разница в первую очередь заключается в развитии чернопольного слона). По мнению гроссмейстера И. Е. Болеславского, «развитие слона на e7 имеет следующие положительные стороны: 1) Позиция короткой рокировки черных не ослаблена, и пешечное наступление белых на королевском фланге <…> не имеет шансов на успех. 2) Отступая конем f6, черные создают позиционную угрозу размена чернопольных слонов. После размена слонов защита черных значительно упрощается. Необходимость препятствовать этому размену ограничивает для белых возможности выбора плана».
Позже эта система стала одной из основных в классическом разветвлении защиты Бенони. В 1960-е гг. значительный вклад в развитие данной системы внесли шахматисты из Чехословакии, что дало основание У. Хартстону в своей монографии назвать это построение «чешским Бенони».

### Сицилианская защита
|   | a | b | c | d | e | f | g | h |   |
| - | --- | --- | --- | --- | --- | --- | --- | --- | - |
| 8 | a8 чёрная ладья · b8 чёрный конь · c8 чёрный слон · d8 чёрный ферзь · e8 чёрный король · f8 чёрный слон · h8 чёрная ладья · a7 чёрная пешка · b7 чёрная пешка · f7 чёрная пешка · g7 чёрная пешка · h7 чёрная пешка · d6 чёрная пешка · e6 чёрная пешка · f6 чёрный конь · d4 белый конь · e4 белая пешка · c3 белый конь · g3 белая пешка · a2 белая пешка · b2 белая пешка · c2 белая пешка · f2 белая пешка · h2 белая пешка · a1 белая ладья · c1 белый слон · d1 белый ферзь · e1 белый король · f1 белый слон · h1 белая ладья | a8 чёрная ладья · b8 чёрный конь · c8 чёрный слон · d8 чёрный ферзь · e8 чёрный король · f8 чёрный слон · h8 чёрная ладья · a7 чёрная пешка · b7 чёрная пешка · f7 чёрная пешка · g7 чёрная пешка · h7 чёрная пешка · d6 чёрная пешка · e6 чёрная пешка · f6 чёрный конь · d4 белый конь · e4 белая пешка · c3 белый конь · g3 белая пешка · a2 белая пешка · b2 белая пешка · c2 белая пешка · f2 белая пешка · h2 белая пешка · a1 белая ладья · c1 белый слон · d1 белый ферзь · e1 белый король · f1 белый слон · h1 белая ладья | a8 чёрная ладья · b8 чёрный конь · c8 чёрный слон · d8 чёрный ферзь · e8 чёрный король · f8 чёрный слон · h8 чёрная ладья · a7 чёрная пешка · b7 чёрная пешка · f7 чёрная пешка · g7 чёрная пешка · h7 чёрная пешка · d6 чёрная пешка · e6 чёрная пешка · f6 чёрный конь · d4 белый конь · e4 белая пешка · c3 белый конь · g3 белая пешка · a2 белая пешка · b2 белая пешка · c2 белая пешка · f2 белая пешка · h2 белая пешка · a1 белая ладья · c1 белый слон · d1 белый ферзь · e1 белый король · f1 белый слон · h1 белая ладья | a8 чёрная ладья · b8 чёрный конь · c8 чёрный слон · d8 чёрный ферзь · e8 чёрный король · f8 чёрный слон · h8 чёрная ладья · a7 чёрная пешка · b7 чёрная пешка · f7 чёрная пешка · g7 чёрная пешка · h7 чёрная пешка · d6 чёрная пешка · e6 чёрная пешка · f6 чёрный конь · d4 белый конь · e4 белая пешка · c3 белый конь · g3 белая пешка · a2 белая пешка · b2 белая пешка · c2 белая пешка · f2 белая пешка · h2 белая пешка · a1 белая ладья · c1 белый слон · d1 белый ферзь · e1 белый король · f1 белый слон · h1 белая ладья | a8 чёрная ладья · b8 чёрный конь · c8 чёрный слон · d8 чёрный ферзь · e8 чёрный король · f8 чёрный слон · h8 чёрная ладья · a7 чёрная пешка · b7 чёрная пешка · f7 чёрная пешка · g7 чёрная пешка · h7 чёрная пешка · d6 чёрная пешка · e6 чёрная пешка · f6 чёрный конь · d4 белый конь · e4 белая пешка · c3 белый конь · g3 белая пешка · a2 белая пешка · b2 белая пешка · c2 белая пешка · f2 белая пешка · h2 белая пешка · a1 белая ладья · c1 белый слон · d1 белый ферзь · e1 белый король · f1 белый слон · h1 белая ладья | a8 чёрная ладья · b8 чёрный конь · c8 чёрный слон · d8 чёрный ферзь · e8 чёрный король · f8 чёрный слон · h8 чёрная ладья · a7 чёрная пешка · b7 чёрная пешка · f7 чёрная пешка · g7 чёрная пешка · h7 чёрная пешка · d6 чёрная пешка · e6 чёрная пешка · f6 чёрный конь · d4 белый конь · e4 белая пешка · c3 белый конь · g3 белая пешка · a2 белая пешка · b2 белая пешка · c2 белая пешка · f2 белая пешка · h2 белая пешка · a1 белая ладья · c1 белый слон · d1 белый ферзь · e1 белый король · f1 белый слон · h1 белая ладья | a8 чёрная ладья · b8 чёрный конь · c8 чёрный слон · d8 чёрный ферзь · e8 чёрный король · f8 чёрный слон · h8 чёрная ладья · a7 чёрная пешка · b7 чёрная пешка · f7 чёрная пешка · g7 чёрная пешка · h7 чёрная пешка · d6 чёрная пешка · e6 чёрная пешка · f6 чёрный конь · d4 белый конь · e4 белая пешка · c3 белый конь · g3 белая пешка · a2 белая пешка · b2 белая пешка · c2 белая пешка · f2 белая пешка · h2 белая пешка · a1 белая ладья · c1 белый слон · d1 белый ферзь · e1 белый король · f1 белый слон · h1 белая ладья | a8 чёрная ладья · b8 чёрный конь · c8 чёрный слон · d8 чёрный ферзь · e8 чёрный король · f8 чёрный слон · h8 чёрная ладья · a7 чёрная пешка · b7 чёрная пешка · f7 чёрная пешка · g7 чёрная пешка · h7 чёрная пешка · d6 чёрная пешка · e6 чёрная пешка · f6 чёрный конь · d4 белый конь · e4 белая пешка · c3 белый конь · g3 белая пешка · a2 белая пешка · b2 белая пешка · c2 белая пешка · f2 белая пешка · h2 белая пешка · a1 белая ладья · c1 белый слон · d1 белый ферзь · e1 белый король · f1 белый слон · h1 белая ладья | 8 |
| 7 | a8 чёрная ладья · b8 чёрный конь · c8 чёрный слон · d8 чёрный ферзь · e8 чёрный король · f8 чёрный слон · h8 чёрная ладья · a7 чёрная пешка · b7 чёрная пешка · f7 чёрная пешка · g7 чёрная пешка · h7 чёрная пешка · d6 чёрная пешка · e6 чёрная пешка · f6 чёрный конь · d4 белый конь · e4 белая пешка · c3 белый конь · g3 белая пешка · a2 белая пешка · b2 белая пешка · c2 белая пешка · f2 белая пешка · h2 белая пешка · a1 белая ладья · c1 белый слон · d1 белый ферзь · e1 белый король · f1 белый слон · h1 белая ладья | a8 чёрная ладья · b8 чёрный конь · c8 чёрный слон · d8 чёрный ферзь · e8 чёрный король · f8 чёрный слон · h8 чёрная ладья · a7 чёрная пешка · b7 чёрная пешка · f7 чёрная пешка · g7 чёрная пешка · h7 чёрная пешка · d6 чёрная пешка · e6 чёрная пешка · f6 чёрный конь · d4 белый конь · e4 белая пешка · c3 белый конь · g3 белая пешка · a2 белая пешка · b2 белая пешка · c2 белая пешка · f2 белая пешка · h2 белая пешка · a1 белая ладья · c1 белый слон · d1 белый ферзь · e1 белый король · f1 белый слон · h1 белая ладья | a8 чёрная ладья · b8 чёрный конь · c8 чёрный слон · d8 чёрный ферзь · e8 чёрный король · f8 чёрный слон · h8 чёрная ладья · a7 чёрная пешка · b7 чёрная пешка · f7 чёрная пешка · g7 чёрная пешка · h7 чёрная пешка · d6 чёрная пешка · e6 чёрная пешка · f6 чёрный конь · d4 белый конь · e4 белая пешка · c3 белый конь · g3 белая пешка · a2 белая пешка · b2 белая пешка · c2 белая пешка · f2 белая пешка · h2 белая пешка · a1 белая ладья · c1 белый слон · d1 белый ферзь · e1 белый король · f1 белый слон · h1 белая ладья | a8 чёрная ладья · b8 чёрный конь · c8 чёрный слон · d8 чёрный ферзь · e8 чёрный король · f8 чёрный слон · h8 чёрная ладья · a7 чёрная пешка · b7 чёрная пешка · f7 чёрная пешка · g7 чёрная пешка · h7 чёрная пешка · d6 чёрная пешка · e6 чёрная пешка · f6 чёрный конь · d4 белый конь · e4 белая пешка · c3 белый конь · g3 белая пешка · a2 белая пешка · b2 белая пешка · c2 белая пешка · f2 белая пешка · h2 белая пешка · a1 белая ладья · c1 белый слон · d1 белый ферзь · e1 белый король · f1 белый слон · h1 белая ладья | a8 чёрная ладья · b8 чёрный конь · c8 чёрный слон · d8 чёрный ферзь · e8 чёрный король · f8 чёрный слон · h8 чёрная ладья · a7 чёрная пешка · b7 чёрная пешка · f7 чёрная пешка · g7 чёрная пешка · h7 чёрная пешка · d6 чёрная пешка · e6 чёрная пешка · f6 чёрный конь · d4 белый конь · e4 белая пешка · c3 белый конь · g3 белая пешка · a2 белая пешка · b2 белая пешка · c2 белая пешка · f2 белая пешка · h2 белая пешка · a1 белая ладья · c1 белый слон · d1 белый ферзь · e1 белый король · f1 белый слон · h1 белая ладья | a8 чёрная ладья · b8 чёрный конь · c8 чёрный слон · d8 чёрный ферзь · e8 чёрный король · f8 чёрный слон · h8 чёрная ладья · a7 чёрная пешка · b7 чёрная пешка · f7 чёрная пешка · g7 чёрная пешка · h7 чёрная пешка · d6 чёрная пешка · e6 чёрная пешка · f6 чёрный конь · d4 белый конь · e4 белая пешка · c3 белый конь · g3 белая пешка · a2 белая пешка · b2 белая пешка · c2 белая пешка · f2 белая пешка · h2 белая пешка · a1 белая ладья · c1 белый слон · d1 белый ферзь · e1 белый король · f1 белый слон · h1 белая ладья | a8 чёрная ладья · b8 чёрный конь · c8 чёрный слон · d8 чёрный ферзь · e8 чёрный король · f8 чёрный слон · h8 чёрная ладья · a7 чёрная пешка · b7 чёрная пешка · f7 чёрная пешка · g7 чёрная пешка · h7 чёрная пешка · d6 чёрная пешка · e6 чёрная пешка · f6 чёрный конь · d4 белый конь · e4 белая пешка · c3 белый конь · g3 белая пешка · a2 белая пешка · b2 белая пешка · c2 белая пешка · f2 белая пешка · h2 белая пешка · a1 белая ладья · c1 белый слон · d1 белый ферзь · e1 белый король · f1 белый слон · h1 белая ладья | a8 чёрная ладья · b8 чёрный конь · c8 чёрный слон · d8 чёрный ферзь · e8 чёрный король · f8 чёрный слон · h8 чёрная ладья · a7 чёрная пешка · b7 чёрная пешка · f7 чёрная пешка · g7 чёрная пешка · h7 чёрная пешка · d6 чёрная пешка · e6 чёрная пешка · f6 чёрный конь · d4 белый конь · e4 белая пешка · c3 белый конь · g3 белая пешка · a2 белая пешка · b2 белая пешка · c2 белая пешка · f2 белая пешка · h2 белая пешка · a1 белая ладья · c1 белый слон · d1 белый ферзь · e1 белый король · f1 белый слон · h1 белая ладья | 7 |
| 6 | a8 чёрная ладья · b8 чёрный конь · c8 чёрный слон · d8 чёрный ферзь · e8 чёрный король · f8 чёрный слон · h8 чёрная ладья · a7 чёрная пешка · b7 чёрная пешка · f7 чёрная пешка · g7 чёрная пешка · h7 чёрная пешка · d6 чёрная пешка · e6 чёрная пешка · f6 чёрный конь · d4 белый конь · e4 белая пешка · c3 белый конь · g3 белая пешка · a2 белая пешка · b2 белая пешка · c2 белая пешка · f2 белая пешка · h2 белая пешка · a1 белая ладья · c1 белый слон · d1 белый ферзь · e1 белый король · f1 белый слон · h1 белая ладья | a8 чёрная ладья · b8 чёрный конь · c8 чёрный слон · d8 чёрный ферзь · e8 чёрный король · f8 чёрный слон · h8 чёрная ладья · a7 чёрная пешка · b7 чёрная пешка · f7 чёрная пешка · g7 чёрная пешка · h7 чёрная пешка · d6 чёрная пешка · e6 чёрная пешка · f6 чёрный конь · d4 белый конь · e4 белая пешка · c3 белый конь · g3 белая пешка · a2 белая пешка · b2 белая пешка · c2 белая пешка · f2 белая пешка · h2 белая пешка · a1 белая ладья · c1 белый слон · d1 белый ферзь · e1 белый король · f1 белый слон · h1 белая ладья | a8 чёрная ладья · b8 чёрный конь · c8 чёрный слон · d8 чёрный ферзь · e8 чёрный король · f8 чёрный слон · h8 чёрная ладья · a7 чёрная пешка · b7 чёрная пешка · f7 чёрная пешка · g7 чёрная пешка · h7 чёрная пешка · d6 чёрная пешка · e6 чёрная пешка · f6 чёрный конь · d4 белый конь · e4 белая пешка · c3 белый конь · g3 белая пешка · a2 белая пешка · b2 белая пешка · c2 белая пешка · f2 белая пешка · h2 белая пешка · a1 белая ладья · c1 белый слон · d1 белый ферзь · e1 белый король · f1 белый слон · h1 белая ладья | a8 чёрная ладья · b8 чёрный конь · c8 чёрный слон · d8 чёрный ферзь · e8 чёрный король · f8 чёрный слон · h8 чёрная ладья · a7 чёрная пешка · b7 чёрная пешка · f7 чёрная пешка · g7 чёрная пешка · h7 чёрная пешка · d6 чёрная пешка · e6 чёрная пешка · f6 чёрный конь · d4 белый конь · e4 белая пешка · c3 белый конь · g3 белая пешка · a2 белая пешка · b2 белая пешка · c2 белая пешка · f2 белая пешка · h2 белая пешка · a1 белая ладья · c1 белый слон · d1 белый ферзь · e1 белый король · f1 белый слон · h1 белая ладья | a8 чёрная ладья · b8 чёрный конь · c8 чёрный слон · d8 чёрный ферзь · e8 чёрный король · f8 чёрный слон · h8 чёрная ладья · a7 чёрная пешка · b7 чёрная пешка · f7 чёрная пешка · g7 чёрная пешка · h7 чёрная пешка · d6 чёрная пешка · e6 чёрная пешка · f6 чёрный конь · d4 белый конь · e4 белая пешка · c3 белый конь · g3 белая пешка · a2 белая пешка · b2 белая пешка · c2 белая пешка · f2 белая пешка · h2 белая пешка · a1 белая ладья · c1 белый слон · d1 белый ферзь · e1 белый король · f1 белый слон · h1 белая ладья | a8 чёрная ладья · b8 чёрный конь · c8 чёрный слон · d8 чёрный ферзь · e8 чёрный король · f8 чёрный слон · h8 чёрная ладья · a7 чёрная пешка · b7 чёрная пешка · f7 чёрная пешка · g7 чёрная пешка · h7 чёрная пешка · d6 чёрная пешка · e6 чёрная пешка · f6 чёрный конь · d4 белый конь · e4 белая пешка · c3 белый конь · g3 белая пешка · a2 белая пешка · b2 белая пешка · c2 белая пешка · f2 белая пешка · h2 белая пешка · a1 белая ладья · c1 белый слон · d1 белый ферзь · e1 белый король · f1 белый слон · h1 белая ладья | a8 чёрная ладья · b8 чёрный конь · c8 чёрный слон · d8 чёрный ферзь · e8 чёрный король · f8 чёрный слон · h8 чёрная ладья · a7 чёрная пешка · b7 чёрная пешка · f7 чёрная пешка · g7 чёрная пешка · h7 чёрная пешка · d6 чёрная пешка · e6 чёрная пешка · f6 чёрный конь · d4 белый конь · e4 белая пешка · c3 белый конь · g3 белая пешка · a2 белая пешка · b2 белая пешка · c2 белая пешка · f2 белая пешка · h2 белая пешка · a1 белая ладья · c1 белый слон · d1 белый ферзь · e1 белый король · f1 белый слон · h1 белая ладья | a8 чёрная ладья · b8 чёрный конь · c8 чёрный слон · d8 чёрный ферзь · e8 чёрный король · f8 чёрный слон · h8 чёрная ладья · a7 чёрная пешка · b7 чёрная пешка · f7 чёрная пешка · g7 чёрная пешка · h7 чёрная пешка · d6 чёрная пешка · e6 чёрная пешка · f6 чёрный конь · d4 белый конь · e4 белая пешка · c3 белый конь · g3 белая пешка · a2 белая пешка · b2 белая пешка · c2 белая пешка · f2 белая пешка · h2 белая пешка · a1 белая ладья · c1 белый слон · d1 белый ферзь · e1 белый король · f1 белый слон · h1 белая ладья | 6 |
| 5 | a8 чёрная ладья · b8 чёрный конь · c8 чёрный слон · d8 чёрный ферзь · e8 чёрный король · f8 чёрный слон · h8 чёрная ладья · a7 чёрная пешка · b7 чёрная пешка · f7 чёрная пешка · g7 чёрная пешка · h7 чёрная пешка · d6 чёрная пешка · e6 чёрная пешка · f6 чёрный конь · d4 белый конь · e4 белая пешка · c3 белый конь · g3 белая пешка · a2 белая пешка · b2 белая пешка · c2 белая пешка · f2 белая пешка · h2 белая пешка · a1 белая ладья · c1 белый слон · d1 белый ферзь · e1 белый король · f1 белый слон · h1 белая ладья | a8 чёрная ладья · b8 чёрный конь · c8 чёрный слон · d8 чёрный ферзь · e8 чёрный король · f8 чёрный слон · h8 чёрная ладья · a7 чёрная пешка · b7 чёрная пешка · f7 чёрная пешка · g7 чёрная пешка · h7 чёрная пешка · d6 чёрная пешка · e6 чёрная пешка · f6 чёрный конь · d4 белый конь · e4 белая пешка · c3 белый конь · g3 белая пешка · a2 белая пешка · b2 белая пешка · c2 белая пешка · f2 белая пешка · h2 белая пешка · a1 белая ладья · c1 белый слон · d1 белый ферзь · e1 белый король · f1 белый слон · h1 белая ладья | a8 чёрная ладья · b8 чёрный конь · c8 чёрный слон · d8 чёрный ферзь · e8 чёрный король · f8 чёрный слон · h8 чёрная ладья · a7 чёрная пешка · b7 чёрная пешка · f7 чёрная пешка · g7 чёрная пешка · h7 чёрная пешка · d6 чёрная пешка · e6 чёрная пешка · f6 чёрный конь · d4 белый конь · e4 белая пешка · c3 белый конь · g3 белая пешка · a2 белая пешка · b2 белая пешка · c2 белая пешка · f2 белая пешка · h2 белая пешка · a1 белая ладья · c1 белый слон · d1 белый ферзь · e1 белый король · f1 белый слон · h1 белая ладья | a8 чёрная ладья · b8 чёрный конь · c8 чёрный слон · d8 чёрный ферзь · e8 чёрный король · f8 чёрный слон · h8 чёрная ладья · a7 чёрная пешка · b7 чёрная пешка · f7 чёрная пешка · g7 чёрная пешка · h7 чёрная пешка · d6 чёрная пешка · e6 чёрная пешка · f6 чёрный конь · d4 белый конь · e4 белая пешка · c3 белый конь · g3 белая пешка · a2 белая пешка · b2 белая пешка · c2 белая пешка · f2 белая пешка · h2 белая пешка · a1 белая ладья · c1 белый слон · d1 белый ферзь · e1 белый король · f1 белый слон · h1 белая ладья | a8 чёрная ладья · b8 чёрный конь · c8 чёрный слон · d8 чёрный ферзь · e8 чёрный король · f8 чёрный слон · h8 чёрная ладья · a7 чёрная пешка · b7 чёрная пешка · f7 чёрная пешка · g7 чёрная пешка · h7 чёрная пешка · d6 чёрная пешка · e6 чёрная пешка · f6 чёрный конь · d4 белый конь · e4 белая пешка · c3 белый конь · g3 белая пешка · a2 белая пешка · b2 белая пешка · c2 белая пешка · f2 белая пешка · h2 белая пешка · a1 белая ладья · c1 белый слон · d1 белый ферзь · e1 белый король · f1 белый слон · h1 белая ладья | a8 чёрная ладья · b8 чёрный конь · c8 чёрный слон · d8 чёрный ферзь · e8 чёрный король · f8 чёрный слон · h8 чёрная ладья · a7 чёрная пешка · b7 чёрная пешка · f7 чёрная пешка · g7 чёрная пешка · h7 чёрная пешка · d6 чёрная пешка · e6 чёрная пешка · f6 чёрный конь · d4 белый конь · e4 белая пешка · c3 белый конь · g3 белая пешка · a2 белая пешка · b2 белая пешка · c2 белая пешка · f2 белая пешка · h2 белая пешка · a1 белая ладья · c1 белый слон · d1 белый ферзь · e1 белый король · f1 белый слон · h1 белая ладья | a8 чёрная ладья · b8 чёрный конь · c8 чёрный слон · d8 чёрный ферзь · e8 чёрный король · f8 чёрный слон · h8 чёрная ладья · a7 чёрная пешка · b7 чёрная пешка · f7 чёрная пешка · g7 чёрная пешка · h7 чёрная пешка · d6 чёрная пешка · e6 чёрная пешка · f6 чёрный конь · d4 белый конь · e4 белая пешка · c3 белый конь · g3 белая пешка · a2 белая пешка · b2 белая пешка · c2 белая пешка · f2 белая пешка · h2 белая пешка · a1 белая ладья · c1 белый слон · d1 белый ферзь · e1 белый король · f1 белый слон · h1 белая ладья | a8 чёрная ладья · b8 чёрный конь · c8 чёрный слон · d8 чёрный ферзь · e8 чёрный король · f8 чёрный слон · h8 чёрная ладья · a7 чёрная пешка · b7 чёрная пешка · f7 чёрная пешка · g7 чёрная пешка · h7 чёрная пешка · d6 чёрная пешка · e6 чёрная пешка · f6 чёрный конь · d4 белый конь · e4 белая пешка · c3 белый конь · g3 белая пешка · a2 белая пешка · b2 белая пешка · c2 белая пешка · f2 белая пешка · h2 белая пешка · a1 белая ладья · c1 белый слон · d1 белый ферзь · e1 белый король · f1 белый слон · h1 белая ладья | 5 |
| 4 | a8 чёрная ладья · b8 чёрный конь · c8 чёрный слон · d8 чёрный ферзь · e8 чёрный король · f8 чёрный слон · h8 чёрная ладья · a7 чёрная пешка · b7 чёрная пешка · f7 чёрная пешка · g7 чёрная пешка · h7 чёрная пешка · d6 чёрная пешка · e6 чёрная пешка · f6 чёрный конь · d4 белый конь · e4 белая пешка · c3 белый конь · g3 белая пешка · a2 белая пешка · b2 белая пешка · c2 белая пешка · f2 белая пешка · h2 белая пешка · a1 белая ладья · c1 белый слон · d1 белый ферзь · e1 белый король · f1 белый слон · h1 белая ладья | a8 чёрная ладья · b8 чёрный конь · c8 чёрный слон · d8 чёрный ферзь · e8 чёрный король · f8 чёрный слон · h8 чёрная ладья · a7 чёрная пешка · b7 чёрная пешка · f7 чёрная пешка · g7 чёрная пешка · h7 чёрная пешка · d6 чёрная пешка · e6 чёрная пешка · f6 чёрный конь · d4 белый конь · e4 белая пешка · c3 белый конь · g3 белая пешка · a2 белая пешка · b2 белая пешка · c2 белая пешка · f2 белая пешка · h2 белая пешка · a1 белая ладья · c1 белый слон · d1 белый ферзь · e1 белый король · f1 белый слон · h1 белая ладья | a8 чёрная ладья · b8 чёрный конь · c8 чёрный слон · d8 чёрный ферзь · e8 чёрный король · f8 чёрный слон · h8 чёрная ладья · a7 чёрная пешка · b7 чёрная пешка · f7 чёрная пешка · g7 чёрная пешка · h7 чёрная пешка · d6 чёрная пешка · e6 чёрная пешка · f6 чёрный конь · d4 белый конь · e4 белая пешка · c3 белый конь · g3 белая пешка · a2 белая пешка · b2 белая пешка · c2 белая пешка · f2 белая пешка · h2 белая пешка · a1 белая ладья · c1 белый слон · d1 белый ферзь · e1 белый король · f1 белый слон · h1 белая ладья | a8 чёрная ладья · b8 чёрный конь · c8 чёрный слон · d8 чёрный ферзь · e8 чёрный король · f8 чёрный слон · h8 чёрная ладья · a7 чёрная пешка · b7 чёрная пешка · f7 чёрная пешка · g7 чёрная пешка · h7 чёрная пешка · d6 чёрная пешка · e6 чёрная пешка · f6 чёрный конь · d4 белый конь · e4 белая пешка · c3 белый конь · g3 белая пешка · a2 белая пешка · b2 белая пешка · c2 белая пешка · f2 белая пешка · h2 белая пешка · a1 белая ладья · c1 белый слон · d1 белый ферзь · e1 белый король · f1 белый слон · h1 белая ладья | a8 чёрная ладья · b8 чёрный конь · c8 чёрный слон · d8 чёрный ферзь · e8 чёрный король · f8 чёрный слон · h8 чёрная ладья · a7 чёрная пешка · b7 чёрная пешка · f7 чёрная пешка · g7 чёрная пешка · h7 чёрная пешка · d6 чёрная пешка · e6 чёрная пешка · f6 чёрный конь · d4 белый конь · e4 белая пешка · c3 белый конь · g3 белая пешка · a2 белая пешка · b2 белая пешка · c2 белая пешка · f2 белая пешка · h2 белая пешка · a1 белая ладья · c1 белый слон · d1 белый ферзь · e1 белый король · f1 белый слон · h1 белая ладья | a8 чёрная ладья · b8 чёрный конь · c8 чёрный слон · d8 чёрный ферзь · e8 чёрный король · f8 чёрный слон · h8 чёрная ладья · a7 чёрная пешка · b7 чёрная пешка · f7 чёрная пешка · g7 чёрная пешка · h7 чёрная пешка · d6 чёрная пешка · e6 чёрная пешка · f6 чёрный конь · d4 белый конь · e4 белая пешка · c3 белый конь · g3 белая пешка · a2 белая пешка · b2 белая пешка · c2 белая пешка · f2 белая пешка · h2 белая пешка · a1 белая ладья · c1 белый слон · d1 белый ферзь · e1 белый король · f1 белый слон · h1 белая ладья | a8 чёрная ладья · b8 чёрный конь · c8 чёрный слон · d8 чёрный ферзь · e8 чёрный король · f8 чёрный слон · h8 чёрная ладья · a7 чёрная пешка · b7 чёрная пешка · f7 чёрная пешка · g7 чёрная пешка · h7 чёрная пешка · d6 чёрная пешка · e6 чёрная пешка · f6 чёрный конь · d4 белый конь · e4 белая пешка · c3 белый конь · g3 белая пешка · a2 белая пешка · b2 белая пешка · c2 белая пешка · f2 белая пешка · h2 белая пешка · a1 белая ладья · c1 белый слон · d1 белый ферзь · e1 белый король · f1 белый слон · h1 белая ладья | a8 чёрная ладья · b8 чёрный конь · c8 чёрный слон · d8 чёрный ферзь · e8 чёрный король · f8 чёрный слон · h8 чёрная ладья · a7 чёрная пешка · b7 чёрная пешка · f7 чёрная пешка · g7 чёрная пешка · h7 чёрная пешка · d6 чёрная пешка · e6 чёрная пешка · f6 чёрный конь · d4 белый конь · e4 белая пешка · c3 белый конь · g3 белая пешка · a2 белая пешка · b2 белая пешка · c2 белая пешка · f2 белая пешка · h2 белая пешка · a1 белая ладья · c1 белый слон · d1 белый ферзь · e1 белый король · f1 белый слон · h1 белая ладья | 4 |
| 3 | a8 чёрная ладья · b8 чёрный конь · c8 чёрный слон · d8 чёрный ферзь · e8 чёрный король · f8 чёрный слон · h8 чёрная ладья · a7 чёрная пешка · b7 чёрная пешка · f7 чёрная пешка · g7 чёрная пешка · h7 чёрная пешка · d6 чёрная пешка · e6 чёрная пешка · f6 чёрный конь · d4 белый конь · e4 белая пешка · c3 белый конь · g3 белая пешка · a2 белая пешка · b2 белая пешка · c2 белая пешка · f2 белая пешка · h2 белая пешка · a1 белая ладья · c1 белый слон · d1 белый ферзь · e1 белый король · f1 белый слон · h1 белая ладья | a8 чёрная ладья · b8 чёрный конь · c8 чёрный слон · d8 чёрный ферзь · e8 чёрный король · f8 чёрный слон · h8 чёрная ладья · a7 чёрная пешка · b7 чёрная пешка · f7 чёрная пешка · g7 чёрная пешка · h7 чёрная пешка · d6 чёрная пешка · e6 чёрная пешка · f6 чёрный конь · d4 белый конь · e4 белая пешка · c3 белый конь · g3 белая пешка · a2 белая пешка · b2 белая пешка · c2 белая пешка · f2 белая пешка · h2 белая пешка · a1 белая ладья · c1 белый слон · d1 белый ферзь · e1 белый король · f1 белый слон · h1 белая ладья | a8 чёрная ладья · b8 чёрный конь · c8 чёрный слон · d8 чёрный ферзь · e8 чёрный король · f8 чёрный слон · h8 чёрная ладья · a7 чёрная пешка · b7 чёрная пешка · f7 чёрная пешка · g7 чёрная пешка · h7 чёрная пешка · d6 чёрная пешка · e6 чёрная пешка · f6 чёрный конь · d4 белый конь · e4 белая пешка · c3 белый конь · g3 белая пешка · a2 белая пешка · b2 белая пешка · c2 белая пешка · f2 белая пешка · h2 белая пешка · a1 белая ладья · c1 белый слон · d1 белый ферзь · e1 белый король · f1 белый слон · h1 белая ладья | a8 чёрная ладья · b8 чёрный конь · c8 чёрный слон · d8 чёрный ферзь · e8 чёрный король · f8 чёрный слон · h8 чёрная ладья · a7 чёрная пешка · b7 чёрная пешка · f7 чёрная пешка · g7 чёрная пешка · h7 чёрная пешка · d6 чёрная пешка · e6 чёрная пешка · f6 чёрный конь · d4 белый конь · e4 белая пешка · c3 белый конь · g3 белая пешка · a2 белая пешка · b2 белая пешка · c2 белая пешка · f2 белая пешка · h2 белая пешка · a1 белая ладья · c1 белый слон · d1 белый ферзь · e1 белый король · f1 белый слон · h1 белая ладья | a8 чёрная ладья · b8 чёрный конь · c8 чёрный слон · d8 чёрный ферзь · e8 чёрный король · f8 чёрный слон · h8 чёрная ладья · a7 чёрная пешка · b7 чёрная пешка · f7 чёрная пешка · g7 чёрная пешка · h7 чёрная пешка · d6 чёрная пешка · e6 чёрная пешка · f6 чёрный конь · d4 белый конь · e4 белая пешка · c3 белый конь · g3 белая пешка · a2 белая пешка · b2 белая пешка · c2 белая пешка · f2 белая пешка · h2 белая пешка · a1 белая ладья · c1 белый слон · d1 белый ферзь · e1 белый король · f1 белый слон · h1 белая ладья | a8 чёрная ладья · b8 чёрный конь · c8 чёрный слон · d8 чёрный ферзь · e8 чёрный король · f8 чёрный слон · h8 чёрная ладья · a7 чёрная пешка · b7 чёрная пешка · f7 чёрная пешка · g7 чёрная пешка · h7 чёрная пешка · d6 чёрная пешка · e6 чёрная пешка · f6 чёрный конь · d4 белый конь · e4 белая пешка · c3 белый конь · g3 белая пешка · a2 белая пешка · b2 белая пешка · c2 белая пешка · f2 белая пешка · h2 белая пешка · a1 белая ладья · c1 белый слон · d1 белый ферзь · e1 белый король · f1 белый слон · h1 белая ладья | a8 чёрная ладья · b8 чёрный конь · c8 чёрный слон · d8 чёрный ферзь · e8 чёрный король · f8 чёрный слон · h8 чёрная ладья · a7 чёрная пешка · b7 чёрная пешка · f7 чёрная пешка · g7 чёрная пешка · h7 чёрная пешка · d6 чёрная пешка · e6 чёрная пешка · f6 чёрный конь · d4 белый конь · e4 белая пешка · c3 белый конь · g3 белая пешка · a2 белая пешка · b2 белая пешка · c2 белая пешка · f2 белая пешка · h2 белая пешка · a1 белая ладья · c1 белый слон · d1 белый ферзь · e1 белый король · f1 белый слон · h1 белая ладья | a8 чёрная ладья · b8 чёрный конь · c8 чёрный слон · d8 чёрный ферзь · e8 чёрный король · f8 чёрный слон · h8 чёрная ладья · a7 чёрная пешка · b7 чёрная пешка · f7 чёрная пешка · g7 чёрная пешка · h7 чёрная пешка · d6 чёрная пешка · e6 чёрная пешка · f6 чёрный конь · d4 белый конь · e4 белая пешка · c3 белый конь · g3 белая пешка · a2 белая пешка · b2 белая пешка · c2 белая пешка · f2 белая пешка · h2 белая пешка · a1 белая ладья · c1 белый слон · d1 белый ферзь · e1 белый король · f1 белый слон · h1 белая ладья | 3 |
| 2 | a8 чёрная ладья · b8 чёрный конь · c8 чёрный слон · d8 чёрный ферзь · e8 чёрный король · f8 чёрный слон · h8 чёрная ладья · a7 чёрная пешка · b7 чёрная пешка · f7 чёрная пешка · g7 чёрная пешка · h7 чёрная пешка · d6 чёрная пешка · e6 чёрная пешка · f6 чёрный конь · d4 белый конь · e4 белая пешка · c3 белый конь · g3 белая пешка · a2 белая пешка · b2 белая пешка · c2 белая пешка · f2 белая пешка · h2 белая пешка · a1 белая ладья · c1 белый слон · d1 белый ферзь · e1 белый король · f1 белый слон · h1 белая ладья | a8 чёрная ладья · b8 чёрный конь · c8 чёрный слон · d8 чёрный ферзь · e8 чёрный король · f8 чёрный слон · h8 чёрная ладья · a7 чёрная пешка · b7 чёрная пешка · f7 чёрная пешка · g7 чёрная пешка · h7 чёрная пешка · d6 чёрная пешка · e6 чёрная пешка · f6 чёрный конь · d4 белый конь · e4 белая пешка · c3 белый конь · g3 белая пешка · a2 белая пешка · b2 белая пешка · c2 белая пешка · f2 белая пешка · h2 белая пешка · a1 белая ладья · c1 белый слон · d1 белый ферзь · e1 белый король · f1 белый слон · h1 белая ладья | a8 чёрная ладья · b8 чёрный конь · c8 чёрный слон · d8 чёрный ферзь · e8 чёрный король · f8 чёрный слон · h8 чёрная ладья · a7 чёрная пешка · b7 чёрная пешка · f7 чёрная пешка · g7 чёрная пешка · h7 чёрная пешка · d6 чёрная пешка · e6 чёрная пешка · f6 чёрный конь · d4 белый конь · e4 белая пешка · c3 белый конь · g3 белая пешка · a2 белая пешка · b2 белая пешка · c2 белая пешка · f2 белая пешка · h2 белая пешка · a1 белая ладья · c1 белый слон · d1 белый ферзь · e1 белый король · f1 белый слон · h1 белая ладья | a8 чёрная ладья · b8 чёрный конь · c8 чёрный слон · d8 чёрный ферзь · e8 чёрный король · f8 чёрный слон · h8 чёрная ладья · a7 чёрная пешка · b7 чёрная пешка · f7 чёрная пешка · g7 чёрная пешка · h7 чёрная пешка · d6 чёрная пешка · e6 чёрная пешка · f6 чёрный конь · d4 белый конь · e4 белая пешка · c3 белый конь · g3 белая пешка · a2 белая пешка · b2 белая пешка · c2 белая пешка · f2 белая пешка · h2 белая пешка · a1 белая ладья · c1 белый слон · d1 белый ферзь · e1 белый король · f1 белый слон · h1 белая ладья | a8 чёрная ладья · b8 чёрный конь · c8 чёрный слон · d8 чёрный ферзь · e8 чёрный король · f8 чёрный слон · h8 чёрная ладья · a7 чёрная пешка · b7 чёрная пешка · f7 чёрная пешка · g7 чёрная пешка · h7 чёрная пешка · d6 чёрная пешка · e6 чёрная пешка · f6 чёрный конь · d4 белый конь · e4 белая пешка · c3 белый конь · g3 белая пешка · a2 белая пешка · b2 белая пешка · c2 белая пешка · f2 белая пешка · h2 белая пешка · a1 белая ладья · c1 белый слон · d1 белый ферзь · e1 белый король · f1 белый слон · h1 белая ладья | a8 чёрная ладья · b8 чёрный конь · c8 чёрный слон · d8 чёрный ферзь · e8 чёрный король · f8 чёрный слон · h8 чёрная ладья · a7 чёрная пешка · b7 чёрная пешка · f7 чёрная пешка · g7 чёрная пешка · h7 чёрная пешка · d6 чёрная пешка · e6 чёрная пешка · f6 чёрный конь · d4 белый конь · e4 белая пешка · c3 белый конь · g3 белая пешка · a2 белая пешка · b2 белая пешка · c2 белая пешка · f2 белая пешка · h2 белая пешка · a1 белая ладья · c1 белый слон · d1 белый ферзь · e1 белый король · f1 белый слон · h1 белая ладья | a8 чёрная ладья · b8 чёрный конь · c8 чёрный слон · d8 чёрный ферзь · e8 чёрный король · f8 чёрный слон · h8 чёрная ладья · a7 чёрная пешка · b7 чёрная пешка · f7 чёрная пешка · g7 чёрная пешка · h7 чёрная пешка · d6 чёрная пешка · e6 чёрная пешка · f6 чёрный конь · d4 белый конь · e4 белая пешка · c3 белый конь · g3 белая пешка · a2 белая пешка · b2 белая пешка · c2 белая пешка · f2 белая пешка · h2 белая пешка · a1 белая ладья · c1 белый слон · d1 белый ферзь · e1 белый король · f1 белый слон · h1 белая ладья | a8 чёрная ладья · b8 чёрный конь · c8 чёрный слон · d8 чёрный ферзь · e8 чёрный король · f8 чёрный слон · h8 чёрная ладья · a7 чёрная пешка · b7 чёрная пешка · f7 чёрная пешка · g7 чёрная пешка · h7 чёрная пешка · d6 чёрная пешка · e6 чёрная пешка · f6 чёрный конь · d4 белый конь · e4 белая пешка · c3 белый конь · g3 белая пешка · a2 белая пешка · b2 белая пешка · c2 белая пешка · f2 белая пешка · h2 белая пешка · a1 белая ладья · c1 белый слон · d1 белый ферзь · e1 белый король · f1 белый слон · h1 белая ладья | 2 |
| 1 | a8 чёрная ладья · b8 чёрный конь · c8 чёрный слон · d8 чёрный ферзь · e8 чёрный король · f8 чёрный слон · h8 чёрная ладья · a7 чёрная пешка · b7 чёрная пешка · f7 чёрная пешка · g7 чёрная пешка · h7 чёрная пешка · d6 чёрная пешка · e6 чёрная пешка · f6 чёрный конь · d4 белый конь · e4 белая пешка · c3 белый конь · g3 белая пешка · a2 белая пешка · b2 белая пешка · c2 белая пешка · f2 белая пешка · h2 белая пешка · a1 белая ладья · c1 белый слон · d1 белый ферзь · e1 белый король · f1 белый слон · h1 белая ладья | a8 чёрная ладья · b8 чёрный конь · c8 чёрный слон · d8 чёрный ферзь · e8 чёрный король · f8 чёрный слон · h8 чёрная ладья · a7 чёрная пешка · b7 чёрная пешка · f7 чёрная пешка · g7 чёрная пешка · h7 чёрная пешка · d6 чёрная пешка · e6 чёрная пешка · f6 чёрный конь · d4 белый конь · e4 белая пешка · c3 белый конь · g3 белая пешка · a2 белая пешка · b2 белая пешка · c2 белая пешка · f2 белая пешка · h2 белая пешка · a1 белая ладья · c1 белый слон · d1 белый ферзь · e1 белый король · f1 белый слон · h1 белая ладья | a8 чёрная ладья · b8 чёрный конь · c8 чёрный слон · d8 чёрный ферзь · e8 чёрный король · f8 чёрный слон · h8 чёрная ладья · a7 чёрная пешка · b7 чёрная пешка · f7 чёрная пешка · g7 чёрная пешка · h7 чёрная пешка · d6 чёрная пешка · e6 чёрная пешка · f6 чёрный конь · d4 белый конь · e4 белая пешка · c3 белый конь · g3 белая пешка · a2 белая пешка · b2 белая пешка · c2 белая пешка · f2 белая пешка · h2 белая пешка · a1 белая ладья · c1 белый слон · d1 белый ферзь · e1 белый король · f1 белый слон · h1 белая ладья | a8 чёрная ладья · b8 чёрный конь · c8 чёрный слон · d8 чёрный ферзь · e8 чёрный король · f8 чёрный слон · h8 чёрная ладья · a7 чёрная пешка · b7 чёрная пешка · f7 чёрная пешка · g7 чёрная пешка · h7 чёрная пешка · d6 чёрная пешка · e6 чёрная пешка · f6 чёрный конь · d4 белый конь · e4 белая пешка · c3 белый конь · g3 белая пешка · a2 белая пешка · b2 белая пешка · c2 белая пешка · f2 белая пешка · h2 белая пешка · a1 белая ладья · c1 белый слон · d1 белый ферзь · e1 белый король · f1 белый слон · h1 белая ладья | a8 чёрная ладья · b8 чёрный конь · c8 чёрный слон · d8 чёрный ферзь · e8 чёрный король · f8 чёрный слон · h8 чёрная ладья · a7 чёрная пешка · b7 чёрная пешка · f7 чёрная пешка · g7 чёрная пешка · h7 чёрная пешка · d6 чёрная пешка · e6 чёрная пешка · f6 чёрный конь · d4 белый конь · e4 белая пешка · c3 белый конь · g3 белая пешка · a2 белая пешка · b2 белая пешка · c2 белая пешка · f2 белая пешка · h2 белая пешка · a1 белая ладья · c1 белый слон · d1 белый ферзь · e1 белый король · f1 белый слон · h1 белая ладья | a8 чёрная ладья · b8 чёрный конь · c8 чёрный слон · d8 чёрный ферзь · e8 чёрный король · f8 чёрный слон · h8 чёрная ладья · a7 чёрная пешка · b7 чёрная пешка · f7 чёрная пешка · g7 чёрная пешка · h7 чёрная пешка · d6 чёрная пешка · e6 чёрная пешка · f6 чёрный конь · d4 белый конь · e4 белая пешка · c3 белый конь · g3 белая пешка · a2 белая пешка · b2 белая пешка · c2 белая пешка · f2 белая пешка · h2 белая пешка · a1 белая ладья · c1 белый слон · d1 белый ферзь · e1 белый король · f1 белый слон · h1 белая ладья | a8 чёрная ладья · b8 чёрный конь · c8 чёрный слон · d8 чёрный ферзь · e8 чёрный король · f8 чёрный слон · h8 чёрная ладья · a7 чёрная пешка · b7 чёрная пешка · f7 чёрная пешка · g7 чёрная пешка · h7 чёрная пешка · d6 чёрная пешка · e6 чёрная пешка · f6 чёрный конь · d4 белый конь · e4 белая пешка · c3 белый конь · g3 белая пешка · a2 белая пешка · b2 белая пешка · c2 белая пешка · f2 белая пешка · h2 белая пешка · a1 белая ладья · c1 белый слон · d1 белый ферзь · e1 белый король · f1 белый слон · h1 белая ладья | a8 чёрная ладья · b8 чёрный конь · c8 чёрный слон · d8 чёрный ферзь · e8 чёрный король · f8 чёрный слон · h8 чёрная ладья · a7 чёрная пешка · b7 чёрная пешка · f7 чёрная пешка · g7 чёрная пешка · h7 чёрная пешка · d6 чёрная пешка · e6 чёрная пешка · f6 чёрный конь · d4 белый конь · e4 белая пешка · c3 белый конь · g3 белая пешка · a2 белая пешка · b2 белая пешка · c2 белая пешка · f2 белая пешка · h2 белая пешка · a1 белая ладья · c1 белый слон · d1 белый ферзь · e1 белый король · f1 белый слон · h1 белая ладья | 1 |
|   | a | b | c | d | e | f | g | h |   |

Наиболее значимые разработки Панова в этом дебюте связаны со схевенингенской системой. Панов впервые с успехом применил спокойное разветвление схевенингенской системы, связанное с фианкеттированием белопольного слона белых (1. e4 c5 2. Кf3 d6 3. d4 cd 4. К:d4 Кf6 5. Кc3 e6 6. g3), в чемпионате СССР 1929 г. против А. С. Бернштейна. Мастер И. А. Кан отмечал, что «слон на поле g2 укрепляет позицию короля (в предвидении наступления пешек королевского фланга) и одновременно затрудняет проведение контрудара черных в центре (d6—d5)». Г. К. Каспаров и А. С. Никитин в своей монографии о схевенингенской системе дают такую характеристику этому плану: «В целом система 6. g3 представляет собой надежное построение для белых, особенно если они не склонны сразу идти на обострения. Основная сила этой системы заключена в ее кажущейся безобидности… <…> Однако при понимании основных тонкостей борьбы в сицилианском схевенингене черные могут получить надежную позицию и без точного знания всех конкретных вариантов системы 6. g3».
Также 1939 году Панов предложил план атаки, связанный с ходом 6. g4 (после 1. e4 c5 2. Кf3 d6 3. d4 cd 4. К:d4 Кf6 5. Кc3 e6). Позже этот вариант был разработан и популяризирован П. П. Кересом и стал носить имя эстонского гроссмейстера.

### Испанская партия
|   | a | b | c | d | e | f | g | h |   |
| - | --- | --- | --- | --- | --- | --- | --- | --- | - |
| 8 | a8 чёрная ладья · f8 чёрная ладья · g8 чёрный король · b7 чёрный слон · c7 чёрный ферзь · e7 чёрный слон · f7 чёрная пешка · g7 чёрная пешка · h7 чёрная пешка · a6 чёрная пешка · f6 чёрный конь · a5 чёрный конь · b5 чёрная пешка · d5 чёрная пешка · e5 чёрная пешка · d4 белая пешка · e4 белая пешка · d3 белый слон · f3 белый конь · h3 белая пешка · a2 белая пешка · b2 белая пешка · f2 белая пешка · g2 белая пешка · a1 белая ладья · c1 белый слон · d1 белый ферзь · e1 белая ладья · f1 белый конь · g1 белый король | a8 чёрная ладья · f8 чёрная ладья · g8 чёрный король · b7 чёрный слон · c7 чёрный ферзь · e7 чёрный слон · f7 чёрная пешка · g7 чёрная пешка · h7 чёрная пешка · a6 чёрная пешка · f6 чёрный конь · a5 чёрный конь · b5 чёрная пешка · d5 чёрная пешка · e5 чёрная пешка · d4 белая пешка · e4 белая пешка · d3 белый слон · f3 белый конь · h3 белая пешка · a2 белая пешка · b2 белая пешка · f2 белая пешка · g2 белая пешка · a1 белая ладья · c1 белый слон · d1 белый ферзь · e1 белая ладья · f1 белый конь · g1 белый король | a8 чёрная ладья · f8 чёрная ладья · g8 чёрный король · b7 чёрный слон · c7 чёрный ферзь · e7 чёрный слон · f7 чёрная пешка · g7 чёрная пешка · h7 чёрная пешка · a6 чёрная пешка · f6 чёрный конь · a5 чёрный конь · b5 чёрная пешка · d5 чёрная пешка · e5 чёрная пешка · d4 белая пешка · e4 белая пешка · d3 белый слон · f3 белый конь · h3 белая пешка · a2 белая пешка · b2 белая пешка · f2 белая пешка · g2 белая пешка · a1 белая ладья · c1 белый слон · d1 белый ферзь · e1 белая ладья · f1 белый конь · g1 белый король | a8 чёрная ладья · f8 чёрная ладья · g8 чёрный король · b7 чёрный слон · c7 чёрный ферзь · e7 чёрный слон · f7 чёрная пешка · g7 чёрная пешка · h7 чёрная пешка · a6 чёрная пешка · f6 чёрный конь · a5 чёрный конь · b5 чёрная пешка · d5 чёрная пешка · e5 чёрная пешка · d4 белая пешка · e4 белая пешка · d3 белый слон · f3 белый конь · h3 белая пешка · a2 белая пешка · b2 белая пешка · f2 белая пешка · g2 белая пешка · a1 белая ладья · c1 белый слон · d1 белый ферзь · e1 белая ладья · f1 белый конь · g1 белый король | a8 чёрная ладья · f8 чёрная ладья · g8 чёрный король · b7 чёрный слон · c7 чёрный ферзь · e7 чёрный слон · f7 чёрная пешка · g7 чёрная пешка · h7 чёрная пешка · a6 чёрная пешка · f6 чёрный конь · a5 чёрный конь · b5 чёрная пешка · d5 чёрная пешка · e5 чёрная пешка · d4 белая пешка · e4 белая пешка · d3 белый слон · f3 белый конь · h3 белая пешка · a2 белая пешка · b2 белая пешка · f2 белая пешка · g2 белая пешка · a1 белая ладья · c1 белый слон · d1 белый ферзь · e1 белая ладья · f1 белый конь · g1 белый король | a8 чёрная ладья · f8 чёрная ладья · g8 чёрный король · b7 чёрный слон · c7 чёрный ферзь · e7 чёрный слон · f7 чёрная пешка · g7 чёрная пешка · h7 чёрная пешка · a6 чёрная пешка · f6 чёрный конь · a5 чёрный конь · b5 чёрная пешка · d5 чёрная пешка · e5 чёрная пешка · d4 белая пешка · e4 белая пешка · d3 белый слон · f3 белый конь · h3 белая пешка · a2 белая пешка · b2 белая пешка · f2 белая пешка · g2 белая пешка · a1 белая ладья · c1 белый слон · d1 белый ферзь · e1 белая ладья · f1 белый конь · g1 белый король | a8 чёрная ладья · f8 чёрная ладья · g8 чёрный король · b7 чёрный слон · c7 чёрный ферзь · e7 чёрный слон · f7 чёрная пешка · g7 чёрная пешка · h7 чёрная пешка · a6 чёрная пешка · f6 чёрный конь · a5 чёрный конь · b5 чёрная пешка · d5 чёрная пешка · e5 чёрная пешка · d4 белая пешка · e4 белая пешка · d3 белый слон · f3 белый конь · h3 белая пешка · a2 белая пешка · b2 белая пешка · f2 белая пешка · g2 белая пешка · a1 белая ладья · c1 белый слон · d1 белый ферзь · e1 белая ладья · f1 белый конь · g1 белый король | a8 чёрная ладья · f8 чёрная ладья · g8 чёрный король · b7 чёрный слон · c7 чёрный ферзь · e7 чёрный слон · f7 чёрная пешка · g7 чёрная пешка · h7 чёрная пешка · a6 чёрная пешка · f6 чёрный конь · a5 чёрный конь · b5 чёрная пешка · d5 чёрная пешка · e5 чёрная пешка · d4 белая пешка · e4 белая пешка · d3 белый слон · f3 белый конь · h3 белая пешка · a2 белая пешка · b2 белая пешка · f2 белая пешка · g2 белая пешка · a1 белая ладья · c1 белый слон · d1 белый ферзь · e1 белая ладья · f1 белый конь · g1 белый король | 8 |
| 7 | a8 чёрная ладья · f8 чёрная ладья · g8 чёрный король · b7 чёрный слон · c7 чёрный ферзь · e7 чёрный слон · f7 чёрная пешка · g7 чёрная пешка · h7 чёрная пешка · a6 чёрная пешка · f6 чёрный конь · a5 чёрный конь · b5 чёрная пешка · d5 чёрная пешка · e5 чёрная пешка · d4 белая пешка · e4 белая пешка · d3 белый слон · f3 белый конь · h3 белая пешка · a2 белая пешка · b2 белая пешка · f2 белая пешка · g2 белая пешка · a1 белая ладья · c1 белый слон · d1 белый ферзь · e1 белая ладья · f1 белый конь · g1 белый король | a8 чёрная ладья · f8 чёрная ладья · g8 чёрный король · b7 чёрный слон · c7 чёрный ферзь · e7 чёрный слон · f7 чёрная пешка · g7 чёрная пешка · h7 чёрная пешка · a6 чёрная пешка · f6 чёрный конь · a5 чёрный конь · b5 чёрная пешка · d5 чёрная пешка · e5 чёрная пешка · d4 белая пешка · e4 белая пешка · d3 белый слон · f3 белый конь · h3 белая пешка · a2 белая пешка · b2 белая пешка · f2 белая пешка · g2 белая пешка · a1 белая ладья · c1 белый слон · d1 белый ферзь · e1 белая ладья · f1 белый конь · g1 белый король | a8 чёрная ладья · f8 чёрная ладья · g8 чёрный король · b7 чёрный слон · c7 чёрный ферзь · e7 чёрный слон · f7 чёрная пешка · g7 чёрная пешка · h7 чёрная пешка · a6 чёрная пешка · f6 чёрный конь · a5 чёрный конь · b5 чёрная пешка · d5 чёрная пешка · e5 чёрная пешка · d4 белая пешка · e4 белая пешка · d3 белый слон · f3 белый конь · h3 белая пешка · a2 белая пешка · b2 белая пешка · f2 белая пешка · g2 белая пешка · a1 белая ладья · c1 белый слон · d1 белый ферзь · e1 белая ладья · f1 белый конь · g1 белый король | a8 чёрная ладья · f8 чёрная ладья · g8 чёрный король · b7 чёрный слон · c7 чёрный ферзь · e7 чёрный слон · f7 чёрная пешка · g7 чёрная пешка · h7 чёрная пешка · a6 чёрная пешка · f6 чёрный конь · a5 чёрный конь · b5 чёрная пешка · d5 чёрная пешка · e5 чёрная пешка · d4 белая пешка · e4 белая пешка · d3 белый слон · f3 белый конь · h3 белая пешка · a2 белая пешка · b2 белая пешка · f2 белая пешка · g2 белая пешка · a1 белая ладья · c1 белый слон · d1 белый ферзь · e1 белая ладья · f1 белый конь · g1 белый король | a8 чёрная ладья · f8 чёрная ладья · g8 чёрный король · b7 чёрный слон · c7 чёрный ферзь · e7 чёрный слон · f7 чёрная пешка · g7 чёрная пешка · h7 чёрная пешка · a6 чёрная пешка · f6 чёрный конь · a5 чёрный конь · b5 чёрная пешка · d5 чёрная пешка · e5 чёрная пешка · d4 белая пешка · e4 белая пешка · d3 белый слон · f3 белый конь · h3 белая пешка · a2 белая пешка · b2 белая пешка · f2 белая пешка · g2 белая пешка · a1 белая ладья · c1 белый слон · d1 белый ферзь · e1 белая ладья · f1 белый конь · g1 белый король | a8 чёрная ладья · f8 чёрная ладья · g8 чёрный король · b7 чёрный слон · c7 чёрный ферзь · e7 чёрный слон · f7 чёрная пешка · g7 чёрная пешка · h7 чёрная пешка · a6 чёрная пешка · f6 чёрный конь · a5 чёрный конь · b5 чёрная пешка · d5 чёрная пешка · e5 чёрная пешка · d4 белая пешка · e4 белая пешка · d3 белый слон · f3 белый конь · h3 белая пешка · a2 белая пешка · b2 белая пешка · f2 белая пешка · g2 белая пешка · a1 белая ладья · c1 белый слон · d1 белый ферзь · e1 белая ладья · f1 белый конь · g1 белый король | a8 чёрная ладья · f8 чёрная ладья · g8 чёрный король · b7 чёрный слон · c7 чёрный ферзь · e7 чёрный слон · f7 чёрная пешка · g7 чёрная пешка · h7 чёрная пешка · a6 чёрная пешка · f6 чёрный конь · a5 чёрный конь · b5 чёрная пешка · d5 чёрная пешка · e5 чёрная пешка · d4 белая пешка · e4 белая пешка · d3 белый слон · f3 белый конь · h3 белая пешка · a2 белая пешка · b2 белая пешка · f2 белая пешка · g2 белая пешка · a1 белая ладья · c1 белый слон · d1 белый ферзь · e1 белая ладья · f1 белый конь · g1 белый король | a8 чёрная ладья · f8 чёрная ладья · g8 чёрный король · b7 чёрный слон · c7 чёрный ферзь · e7 чёрный слон · f7 чёрная пешка · g7 чёрная пешка · h7 чёрная пешка · a6 чёрная пешка · f6 чёрный конь · a5 чёрный конь · b5 чёрная пешка · d5 чёрная пешка · e5 чёрная пешка · d4 белая пешка · e4 белая пешка · d3 белый слон · f3 белый конь · h3 белая пешка · a2 белая пешка · b2 белая пешка · f2 белая пешка · g2 белая пешка · a1 белая ладья · c1 белый слон · d1 белый ферзь · e1 белая ладья · f1 белый конь · g1 белый король | 7 |
| 6 | a8 чёрная ладья · f8 чёрная ладья · g8 чёрный король · b7 чёрный слон · c7 чёрный ферзь · e7 чёрный слон · f7 чёрная пешка · g7 чёрная пешка · h7 чёрная пешка · a6 чёрная пешка · f6 чёрный конь · a5 чёрный конь · b5 чёрная пешка · d5 чёрная пешка · e5 чёрная пешка · d4 белая пешка · e4 белая пешка · d3 белый слон · f3 белый конь · h3 белая пешка · a2 белая пешка · b2 белая пешка · f2 белая пешка · g2 белая пешка · a1 белая ладья · c1 белый слон · d1 белый ферзь · e1 белая ладья · f1 белый конь · g1 белый король | a8 чёрная ладья · f8 чёрная ладья · g8 чёрный король · b7 чёрный слон · c7 чёрный ферзь · e7 чёрный слон · f7 чёрная пешка · g7 чёрная пешка · h7 чёрная пешка · a6 чёрная пешка · f6 чёрный конь · a5 чёрный конь · b5 чёрная пешка · d5 чёрная пешка · e5 чёрная пешка · d4 белая пешка · e4 белая пешка · d3 белый слон · f3 белый конь · h3 белая пешка · a2 белая пешка · b2 белая пешка · f2 белая пешка · g2 белая пешка · a1 белая ладья · c1 белый слон · d1 белый ферзь · e1 белая ладья · f1 белый конь · g1 белый король | a8 чёрная ладья · f8 чёрная ладья · g8 чёрный король · b7 чёрный слон · c7 чёрный ферзь · e7 чёрный слон · f7 чёрная пешка · g7 чёрная пешка · h7 чёрная пешка · a6 чёрная пешка · f6 чёрный конь · a5 чёрный конь · b5 чёрная пешка · d5 чёрная пешка · e5 чёрная пешка · d4 белая пешка · e4 белая пешка · d3 белый слон · f3 белый конь · h3 белая пешка · a2 белая пешка · b2 белая пешка · f2 белая пешка · g2 белая пешка · a1 белая ладья · c1 белый слон · d1 белый ферзь · e1 белая ладья · f1 белый конь · g1 белый король | a8 чёрная ладья · f8 чёрная ладья · g8 чёрный король · b7 чёрный слон · c7 чёрный ферзь · e7 чёрный слон · f7 чёрная пешка · g7 чёрная пешка · h7 чёрная пешка · a6 чёрная пешка · f6 чёрный конь · a5 чёрный конь · b5 чёрная пешка · d5 чёрная пешка · e5 чёрная пешка · d4 белая пешка · e4 белая пешка · d3 белый слон · f3 белый конь · h3 белая пешка · a2 белая пешка · b2 белая пешка · f2 белая пешка · g2 белая пешка · a1 белая ладья · c1 белый слон · d1 белый ферзь · e1 белая ладья · f1 белый конь · g1 белый король | a8 чёрная ладья · f8 чёрная ладья · g8 чёрный король · b7 чёрный слон · c7 чёрный ферзь · e7 чёрный слон · f7 чёрная пешка · g7 чёрная пешка · h7 чёрная пешка · a6 чёрная пешка · f6 чёрный конь · a5 чёрный конь · b5 чёрная пешка · d5 чёрная пешка · e5 чёрная пешка · d4 белая пешка · e4 белая пешка · d3 белый слон · f3 белый конь · h3 белая пешка · a2 белая пешка · b2 белая пешка · f2 белая пешка · g2 белая пешка · a1 белая ладья · c1 белый слон · d1 белый ферзь · e1 белая ладья · f1 белый конь · g1 белый король | a8 чёрная ладья · f8 чёрная ладья · g8 чёрный король · b7 чёрный слон · c7 чёрный ферзь · e7 чёрный слон · f7 чёрная пешка · g7 чёрная пешка · h7 чёрная пешка · a6 чёрная пешка · f6 чёрный конь · a5 чёрный конь · b5 чёрная пешка · d5 чёрная пешка · e5 чёрная пешка · d4 белая пешка · e4 белая пешка · d3 белый слон · f3 белый конь · h3 белая пешка · a2 белая пешка · b2 белая пешка · f2 белая пешка · g2 белая пешка · a1 белая ладья · c1 белый слон · d1 белый ферзь · e1 белая ладья · f1 белый конь · g1 белый король | a8 чёрная ладья · f8 чёрная ладья · g8 чёрный король · b7 чёрный слон · c7 чёрный ферзь · e7 чёрный слон · f7 чёрная пешка · g7 чёрная пешка · h7 чёрная пешка · a6 чёрная пешка · f6 чёрный конь · a5 чёрный конь · b5 чёрная пешка · d5 чёрная пешка · e5 чёрная пешка · d4 белая пешка · e4 белая пешка · d3 белый слон · f3 белый конь · h3 белая пешка · a2 белая пешка · b2 белая пешка · f2 белая пешка · g2 белая пешка · a1 белая ладья · c1 белый слон · d1 белый ферзь · e1 белая ладья · f1 белый конь · g1 белый король | a8 чёрная ладья · f8 чёрная ладья · g8 чёрный король · b7 чёрный слон · c7 чёрный ферзь · e7 чёрный слон · f7 чёрная пешка · g7 чёрная пешка · h7 чёрная пешка · a6 чёрная пешка · f6 чёрный конь · a5 чёрный конь · b5 чёрная пешка · d5 чёрная пешка · e5 чёрная пешка · d4 белая пешка · e4 белая пешка · d3 белый слон · f3 белый конь · h3 белая пешка · a2 белая пешка · b2 белая пешка · f2 белая пешка · g2 белая пешка · a1 белая ладья · c1 белый слон · d1 белый ферзь · e1 белая ладья · f1 белый конь · g1 белый король | 6 |
| 5 | a8 чёрная ладья · f8 чёрная ладья · g8 чёрный король · b7 чёрный слон · c7 чёрный ферзь · e7 чёрный слон · f7 чёрная пешка · g7 чёрная пешка · h7 чёрная пешка · a6 чёрная пешка · f6 чёрный конь · a5 чёрный конь · b5 чёрная пешка · d5 чёрная пешка · e5 чёрная пешка · d4 белая пешка · e4 белая пешка · d3 белый слон · f3 белый конь · h3 белая пешка · a2 белая пешка · b2 белая пешка · f2 белая пешка · g2 белая пешка · a1 белая ладья · c1 белый слон · d1 белый ферзь · e1 белая ладья · f1 белый конь · g1 белый король | a8 чёрная ладья · f8 чёрная ладья · g8 чёрный король · b7 чёрный слон · c7 чёрный ферзь · e7 чёрный слон · f7 чёрная пешка · g7 чёрная пешка · h7 чёрная пешка · a6 чёрная пешка · f6 чёрный конь · a5 чёрный конь · b5 чёрная пешка · d5 чёрная пешка · e5 чёрная пешка · d4 белая пешка · e4 белая пешка · d3 белый слон · f3 белый конь · h3 белая пешка · a2 белая пешка · b2 белая пешка · f2 белая пешка · g2 белая пешка · a1 белая ладья · c1 белый слон · d1 белый ферзь · e1 белая ладья · f1 белый конь · g1 белый король | a8 чёрная ладья · f8 чёрная ладья · g8 чёрный король · b7 чёрный слон · c7 чёрный ферзь · e7 чёрный слон · f7 чёрная пешка · g7 чёрная пешка · h7 чёрная пешка · a6 чёрная пешка · f6 чёрный конь · a5 чёрный конь · b5 чёрная пешка · d5 чёрная пешка · e5 чёрная пешка · d4 белая пешка · e4 белая пешка · d3 белый слон · f3 белый конь · h3 белая пешка · a2 белая пешка · b2 белая пешка · f2 белая пешка · g2 белая пешка · a1 белая ладья · c1 белый слон · d1 белый ферзь · e1 белая ладья · f1 белый конь · g1 белый король | a8 чёрная ладья · f8 чёрная ладья · g8 чёрный король · b7 чёрный слон · c7 чёрный ферзь · e7 чёрный слон · f7 чёрная пешка · g7 чёрная пешка · h7 чёрная пешка · a6 чёрная пешка · f6 чёрный конь · a5 чёрный конь · b5 чёрная пешка · d5 чёрная пешка · e5 чёрная пешка · d4 белая пешка · e4 белая пешка · d3 белый слон · f3 белый конь · h3 белая пешка · a2 белая пешка · b2 белая пешка · f2 белая пешка · g2 белая пешка · a1 белая ладья · c1 белый слон · d1 белый ферзь · e1 белая ладья · f1 белый конь · g1 белый король | a8 чёрная ладья · f8 чёрная ладья · g8 чёрный король · b7 чёрный слон · c7 чёрный ферзь · e7 чёрный слон · f7 чёрная пешка · g7 чёрная пешка · h7 чёрная пешка · a6 чёрная пешка · f6 чёрный конь · a5 чёрный конь · b5 чёрная пешка · d5 чёрная пешка · e5 чёрная пешка · d4 белая пешка · e4 белая пешка · d3 белый слон · f3 белый конь · h3 белая пешка · a2 белая пешка · b2 белая пешка · f2 белая пешка · g2 белая пешка · a1 белая ладья · c1 белый слон · d1 белый ферзь · e1 белая ладья · f1 белый конь · g1 белый король | a8 чёрная ладья · f8 чёрная ладья · g8 чёрный король · b7 чёрный слон · c7 чёрный ферзь · e7 чёрный слон · f7 чёрная пешка · g7 чёрная пешка · h7 чёрная пешка · a6 чёрная пешка · f6 чёрный конь · a5 чёрный конь · b5 чёрная пешка · d5 чёрная пешка · e5 чёрная пешка · d4 белая пешка · e4 белая пешка · d3 белый слон · f3 белый конь · h3 белая пешка · a2 белая пешка · b2 белая пешка · f2 белая пешка · g2 белая пешка · a1 белая ладья · c1 белый слон · d1 белый ферзь · e1 белая ладья · f1 белый конь · g1 белый король | a8 чёрная ладья · f8 чёрная ладья · g8 чёрный король · b7 чёрный слон · c7 чёрный ферзь · e7 чёрный слон · f7 чёрная пешка · g7 чёрная пешка · h7 чёрная пешка · a6 чёрная пешка · f6 чёрный конь · a5 чёрный конь · b5 чёрная пешка · d5 чёрная пешка · e5 чёрная пешка · d4 белая пешка · e4 белая пешка · d3 белый слон · f3 белый конь · h3 белая пешка · a2 белая пешка · b2 белая пешка · f2 белая пешка · g2 белая пешка · a1 белая ладья · c1 белый слон · d1 белый ферзь · e1 белая ладья · f1 белый конь · g1 белый король | a8 чёрная ладья · f8 чёрная ладья · g8 чёрный король · b7 чёрный слон · c7 чёрный ферзь · e7 чёрный слон · f7 чёрная пешка · g7 чёрная пешка · h7 чёрная пешка · a6 чёрная пешка · f6 чёрный конь · a5 чёрный конь · b5 чёрная пешка · d5 чёрная пешка · e5 чёрная пешка · d4 белая пешка · e4 белая пешка · d3 белый слон · f3 белый конь · h3 белая пешка · a2 белая пешка · b2 белая пешка · f2 белая пешка · g2 белая пешка · a1 белая ладья · c1 белый слон · d1 белый ферзь · e1 белая ладья · f1 белый конь · g1 белый король | 5 |
| 4 | a8 чёрная ладья · f8 чёрная ладья · g8 чёрный король · b7 чёрный слон · c7 чёрный ферзь · e7 чёрный слон · f7 чёрная пешка · g7 чёрная пешка · h7 чёрная пешка · a6 чёрная пешка · f6 чёрный конь · a5 чёрный конь · b5 чёрная пешка · d5 чёрная пешка · e5 чёрная пешка · d4 белая пешка · e4 белая пешка · d3 белый слон · f3 белый конь · h3 белая пешка · a2 белая пешка · b2 белая пешка · f2 белая пешка · g2 белая пешка · a1 белая ладья · c1 белый слон · d1 белый ферзь · e1 белая ладья · f1 белый конь · g1 белый король | a8 чёрная ладья · f8 чёрная ладья · g8 чёрный король · b7 чёрный слон · c7 чёрный ферзь · e7 чёрный слон · f7 чёрная пешка · g7 чёрная пешка · h7 чёрная пешка · a6 чёрная пешка · f6 чёрный конь · a5 чёрный конь · b5 чёрная пешка · d5 чёрная пешка · e5 чёрная пешка · d4 белая пешка · e4 белая пешка · d3 белый слон · f3 белый конь · h3 белая пешка · a2 белая пешка · b2 белая пешка · f2 белая пешка · g2 белая пешка · a1 белая ладья · c1 белый слон · d1 белый ферзь · e1 белая ладья · f1 белый конь · g1 белый король | a8 чёрная ладья · f8 чёрная ладья · g8 чёрный король · b7 чёрный слон · c7 чёрный ферзь · e7 чёрный слон · f7 чёрная пешка · g7 чёрная пешка · h7 чёрная пешка · a6 чёрная пешка · f6 чёрный конь · a5 чёрный конь · b5 чёрная пешка · d5 чёрная пешка · e5 чёрная пешка · d4 белая пешка · e4 белая пешка · d3 белый слон · f3 белый конь · h3 белая пешка · a2 белая пешка · b2 белая пешка · f2 белая пешка · g2 белая пешка · a1 белая ладья · c1 белый слон · d1 белый ферзь · e1 белая ладья · f1 белый конь · g1 белый король | a8 чёрная ладья · f8 чёрная ладья · g8 чёрный король · b7 чёрный слон · c7 чёрный ферзь · e7 чёрный слон · f7 чёрная пешка · g7 чёрная пешка · h7 чёрная пешка · a6 чёрная пешка · f6 чёрный конь · a5 чёрный конь · b5 чёрная пешка · d5 чёрная пешка · e5 чёрная пешка · d4 белая пешка · e4 белая пешка · d3 белый слон · f3 белый конь · h3 белая пешка · a2 белая пешка · b2 белая пешка · f2 белая пешка · g2 белая пешка · a1 белая ладья · c1 белый слон · d1 белый ферзь · e1 белая ладья · f1 белый конь · g1 белый король | a8 чёрная ладья · f8 чёрная ладья · g8 чёрный король · b7 чёрный слон · c7 чёрный ферзь · e7 чёрный слон · f7 чёрная пешка · g7 чёрная пешка · h7 чёрная пешка · a6 чёрная пешка · f6 чёрный конь · a5 чёрный конь · b5 чёрная пешка · d5 чёрная пешка · e5 чёрная пешка · d4 белая пешка · e4 белая пешка · d3 белый слон · f3 белый конь · h3 белая пешка · a2 белая пешка · b2 белая пешка · f2 белая пешка · g2 белая пешка · a1 белая ладья · c1 белый слон · d1 белый ферзь · e1 белая ладья · f1 белый конь · g1 белый король | a8 чёрная ладья · f8 чёрная ладья · g8 чёрный король · b7 чёрный слон · c7 чёрный ферзь · e7 чёрный слон · f7 чёрная пешка · g7 чёрная пешка · h7 чёрная пешка · a6 чёрная пешка · f6 чёрный конь · a5 чёрный конь · b5 чёрная пешка · d5 чёрная пешка · e5 чёрная пешка · d4 белая пешка · e4 белая пешка · d3 белый слон · f3 белый конь · h3 белая пешка · a2 белая пешка · b2 белая пешка · f2 белая пешка · g2 белая пешка · a1 белая ладья · c1 белый слон · d1 белый ферзь · e1 белая ладья · f1 белый конь · g1 белый король | a8 чёрная ладья · f8 чёрная ладья · g8 чёрный король · b7 чёрный слон · c7 чёрный ферзь · e7 чёрный слон · f7 чёрная пешка · g7 чёрная пешка · h7 чёрная пешка · a6 чёрная пешка · f6 чёрный конь · a5 чёрный конь · b5 чёрная пешка · d5 чёрная пешка · e5 чёрная пешка · d4 белая пешка · e4 белая пешка · d3 белый слон · f3 белый конь · h3 белая пешка · a2 белая пешка · b2 белая пешка · f2 белая пешка · g2 белая пешка · a1 белая ладья · c1 белый слон · d1 белый ферзь · e1 белая ладья · f1 белый конь · g1 белый король | a8 чёрная ладья · f8 чёрная ладья · g8 чёрный король · b7 чёрный слон · c7 чёрный ферзь · e7 чёрный слон · f7 чёрная пешка · g7 чёрная пешка · h7 чёрная пешка · a6 чёрная пешка · f6 чёрный конь · a5 чёрный конь · b5 чёрная пешка · d5 чёрная пешка · e5 чёрная пешка · d4 белая пешка · e4 белая пешка · d3 белый слон · f3 белый конь · h3 белая пешка · a2 белая пешка · b2 белая пешка · f2 белая пешка · g2 белая пешка · a1 белая ладья · c1 белый слон · d1 белый ферзь · e1 белая ладья · f1 белый конь · g1 белый король | 4 |
| 3 | a8 чёрная ладья · f8 чёрная ладья · g8 чёрный король · b7 чёрный слон · c7 чёрный ферзь · e7 чёрный слон · f7 чёрная пешка · g7 чёрная пешка · h7 чёрная пешка · a6 чёрная пешка · f6 чёрный конь · a5 чёрный конь · b5 чёрная пешка · d5 чёрная пешка · e5 чёрная пешка · d4 белая пешка · e4 белая пешка · d3 белый слон · f3 белый конь · h3 белая пешка · a2 белая пешка · b2 белая пешка · f2 белая пешка · g2 белая пешка · a1 белая ладья · c1 белый слон · d1 белый ферзь · e1 белая ладья · f1 белый конь · g1 белый король | a8 чёрная ладья · f8 чёрная ладья · g8 чёрный король · b7 чёрный слон · c7 чёрный ферзь · e7 чёрный слон · f7 чёрная пешка · g7 чёрная пешка · h7 чёрная пешка · a6 чёрная пешка · f6 чёрный конь · a5 чёрный конь · b5 чёрная пешка · d5 чёрная пешка · e5 чёрная пешка · d4 белая пешка · e4 белая пешка · d3 белый слон · f3 белый конь · h3 белая пешка · a2 белая пешка · b2 белая пешка · f2 белая пешка · g2 белая пешка · a1 белая ладья · c1 белый слон · d1 белый ферзь · e1 белая ладья · f1 белый конь · g1 белый король | a8 чёрная ладья · f8 чёрная ладья · g8 чёрный король · b7 чёрный слон · c7 чёрный ферзь · e7 чёрный слон · f7 чёрная пешка · g7 чёрная пешка · h7 чёрная пешка · a6 чёрная пешка · f6 чёрный конь · a5 чёрный конь · b5 чёрная пешка · d5 чёрная пешка · e5 чёрная пешка · d4 белая пешка · e4 белая пешка · d3 белый слон · f3 белый конь · h3 белая пешка · a2 белая пешка · b2 белая пешка · f2 белая пешка · g2 белая пешка · a1 белая ладья · c1 белый слон · d1 белый ферзь · e1 белая ладья · f1 белый конь · g1 белый король | a8 чёрная ладья · f8 чёрная ладья · g8 чёрный король · b7 чёрный слон · c7 чёрный ферзь · e7 чёрный слон · f7 чёрная пешка · g7 чёрная пешка · h7 чёрная пешка · a6 чёрная пешка · f6 чёрный конь · a5 чёрный конь · b5 чёрная пешка · d5 чёрная пешка · e5 чёрная пешка · d4 белая пешка · e4 белая пешка · d3 белый слон · f3 белый конь · h3 белая пешка · a2 белая пешка · b2 белая пешка · f2 белая пешка · g2 белая пешка · a1 белая ладья · c1 белый слон · d1 белый ферзь · e1 белая ладья · f1 белый конь · g1 белый король | a8 чёрная ладья · f8 чёрная ладья · g8 чёрный король · b7 чёрный слон · c7 чёрный ферзь · e7 чёрный слон · f7 чёрная пешка · g7 чёрная пешка · h7 чёрная пешка · a6 чёрная пешка · f6 чёрный конь · a5 чёрный конь · b5 чёрная пешка · d5 чёрная пешка · e5 чёрная пешка · d4 белая пешка · e4 белая пешка · d3 белый слон · f3 белый конь · h3 белая пешка · a2 белая пешка · b2 белая пешка · f2 белая пешка · g2 белая пешка · a1 белая ладья · c1 белый слон · d1 белый ферзь · e1 белая ладья · f1 белый конь · g1 белый король | a8 чёрная ладья · f8 чёрная ладья · g8 чёрный король · b7 чёрный слон · c7 чёрный ферзь · e7 чёрный слон · f7 чёрная пешка · g7 чёрная пешка · h7 чёрная пешка · a6 чёрная пешка · f6 чёрный конь · a5 чёрный конь · b5 чёрная пешка · d5 чёрная пешка · e5 чёрная пешка · d4 белая пешка · e4 белая пешка · d3 белый слон · f3 белый конь · h3 белая пешка · a2 белая пешка · b2 белая пешка · f2 белая пешка · g2 белая пешка · a1 белая ладья · c1 белый слон · d1 белый ферзь · e1 белая ладья · f1 белый конь · g1 белый король | a8 чёрная ладья · f8 чёрная ладья · g8 чёрный король · b7 чёрный слон · c7 чёрный ферзь · e7 чёрный слон · f7 чёрная пешка · g7 чёрная пешка · h7 чёрная пешка · a6 чёрная пешка · f6 чёрный конь · a5 чёрный конь · b5 чёрная пешка · d5 чёрная пешка · e5 чёрная пешка · d4 белая пешка · e4 белая пешка · d3 белый слон · f3 белый конь · h3 белая пешка · a2 белая пешка · b2 белая пешка · f2 белая пешка · g2 белая пешка · a1 белая ладья · c1 белый слон · d1 белый ферзь · e1 белая ладья · f1 белый конь · g1 белый король | a8 чёрная ладья · f8 чёрная ладья · g8 чёрный король · b7 чёрный слон · c7 чёрный ферзь · e7 чёрный слон · f7 чёрная пешка · g7 чёрная пешка · h7 чёрная пешка · a6 чёрная пешка · f6 чёрный конь · a5 чёрный конь · b5 чёрная пешка · d5 чёрная пешка · e5 чёрная пешка · d4 белая пешка · e4 белая пешка · d3 белый слон · f3 белый конь · h3 белая пешка · a2 белая пешка · b2 белая пешка · f2 белая пешка · g2 белая пешка · a1 белая ладья · c1 белый слон · d1 белый ферзь · e1 белая ладья · f1 белый конь · g1 белый король | 3 |
| 2 | a8 чёрная ладья · f8 чёрная ладья · g8 чёрный король · b7 чёрный слон · c7 чёрный ферзь · e7 чёрный слон · f7 чёрная пешка · g7 чёрная пешка · h7 чёрная пешка · a6 чёрная пешка · f6 чёрный конь · a5 чёрный конь · b5 чёрная пешка · d5 чёрная пешка · e5 чёрная пешка · d4 белая пешка · e4 белая пешка · d3 белый слон · f3 белый конь · h3 белая пешка · a2 белая пешка · b2 белая пешка · f2 белая пешка · g2 белая пешка · a1 белая ладья · c1 белый слон · d1 белый ферзь · e1 белая ладья · f1 белый конь · g1 белый король | a8 чёрная ладья · f8 чёрная ладья · g8 чёрный король · b7 чёрный слон · c7 чёрный ферзь · e7 чёрный слон · f7 чёрная пешка · g7 чёрная пешка · h7 чёрная пешка · a6 чёрная пешка · f6 чёрный конь · a5 чёрный конь · b5 чёрная пешка · d5 чёрная пешка · e5 чёрная пешка · d4 белая пешка · e4 белая пешка · d3 белый слон · f3 белый конь · h3 белая пешка · a2 белая пешка · b2 белая пешка · f2 белая пешка · g2 белая пешка · a1 белая ладья · c1 белый слон · d1 белый ферзь · e1 белая ладья · f1 белый конь · g1 белый король | a8 чёрная ладья · f8 чёрная ладья · g8 чёрный король · b7 чёрный слон · c7 чёрный ферзь · e7 чёрный слон · f7 чёрная пешка · g7 чёрная пешка · h7 чёрная пешка · a6 чёрная пешка · f6 чёрный конь · a5 чёрный конь · b5 чёрная пешка · d5 чёрная пешка · e5 чёрная пешка · d4 белая пешка · e4 белая пешка · d3 белый слон · f3 белый конь · h3 белая пешка · a2 белая пешка · b2 белая пешка · f2 белая пешка · g2 белая пешка · a1 белая ладья · c1 белый слон · d1 белый ферзь · e1 белая ладья · f1 белый конь · g1 белый король | a8 чёрная ладья · f8 чёрная ладья · g8 чёрный король · b7 чёрный слон · c7 чёрный ферзь · e7 чёрный слон · f7 чёрная пешка · g7 чёрная пешка · h7 чёрная пешка · a6 чёрная пешка · f6 чёрный конь · a5 чёрный конь · b5 чёрная пешка · d5 чёрная пешка · e5 чёрная пешка · d4 белая пешка · e4 белая пешка · d3 белый слон · f3 белый конь · h3 белая пешка · a2 белая пешка · b2 белая пешка · f2 белая пешка · g2 белая пешка · a1 белая ладья · c1 белый слон · d1 белый ферзь · e1 белая ладья · f1 белый конь · g1 белый король | a8 чёрная ладья · f8 чёрная ладья · g8 чёрный король · b7 чёрный слон · c7 чёрный ферзь · e7 чёрный слон · f7 чёрная пешка · g7 чёрная пешка · h7 чёрная пешка · a6 чёрная пешка · f6 чёрный конь · a5 чёрный конь · b5 чёрная пешка · d5 чёрная пешка · e5 чёрная пешка · d4 белая пешка · e4 белая пешка · d3 белый слон · f3 белый конь · h3 белая пешка · a2 белая пешка · b2 белая пешка · f2 белая пешка · g2 белая пешка · a1 белая ладья · c1 белый слон · d1 белый ферзь · e1 белая ладья · f1 белый конь · g1 белый король | a8 чёрная ладья · f8 чёрная ладья · g8 чёрный король · b7 чёрный слон · c7 чёрный ферзь · e7 чёрный слон · f7 чёрная пешка · g7 чёрная пешка · h7 чёрная пешка · a6 чёрная пешка · f6 чёрный конь · a5 чёрный конь · b5 чёрная пешка · d5 чёрная пешка · e5 чёрная пешка · d4 белая пешка · e4 белая пешка · d3 белый слон · f3 белый конь · h3 белая пешка · a2 белая пешка · b2 белая пешка · f2 белая пешка · g2 белая пешка · a1 белая ладья · c1 белый слон · d1 белый ферзь · e1 белая ладья · f1 белый конь · g1 белый король | a8 чёрная ладья · f8 чёрная ладья · g8 чёрный король · b7 чёрный слон · c7 чёрный ферзь · e7 чёрный слон · f7 чёрная пешка · g7 чёрная пешка · h7 чёрная пешка · a6 чёрная пешка · f6 чёрный конь · a5 чёрный конь · b5 чёрная пешка · d5 чёрная пешка · e5 чёрная пешка · d4 белая пешка · e4 белая пешка · d3 белый слон · f3 белый конь · h3 белая пешка · a2 белая пешка · b2 белая пешка · f2 белая пешка · g2 белая пешка · a1 белая ладья · c1 белый слон · d1 белый ферзь · e1 белая ладья · f1 белый конь · g1 белый король | a8 чёрная ладья · f8 чёрная ладья · g8 чёрный король · b7 чёрный слон · c7 чёрный ферзь · e7 чёрный слон · f7 чёрная пешка · g7 чёрная пешка · h7 чёрная пешка · a6 чёрная пешка · f6 чёрный конь · a5 чёрный конь · b5 чёрная пешка · d5 чёрная пешка · e5 чёрная пешка · d4 белая пешка · e4 белая пешка · d3 белый слон · f3 белый конь · h3 белая пешка · a2 белая пешка · b2 белая пешка · f2 белая пешка · g2 белая пешка · a1 белая ладья · c1 белый слон · d1 белый ферзь · e1 белая ладья · f1 белый конь · g1 белый король | 2 |
| 1 | a8 чёрная ладья · f8 чёрная ладья · g8 чёрный король · b7 чёрный слон · c7 чёрный ферзь · e7 чёрный слон · f7 чёрная пешка · g7 чёрная пешка · h7 чёрная пешка · a6 чёрная пешка · f6 чёрный конь · a5 чёрный конь · b5 чёрная пешка · d5 чёрная пешка · e5 чёрная пешка · d4 белая пешка · e4 белая пешка · d3 белый слон · f3 белый конь · h3 белая пешка · a2 белая пешка · b2 белая пешка · f2 белая пешка · g2 белая пешка · a1 белая ладья · c1 белый слон · d1 белый ферзь · e1 белая ладья · f1 белый конь · g1 белый король | a8 чёрная ладья · f8 чёрная ладья · g8 чёрный король · b7 чёрный слон · c7 чёрный ферзь · e7 чёрный слон · f7 чёрная пешка · g7 чёрная пешка · h7 чёрная пешка · a6 чёрная пешка · f6 чёрный конь · a5 чёрный конь · b5 чёрная пешка · d5 чёрная пешка · e5 чёрная пешка · d4 белая пешка · e4 белая пешка · d3 белый слон · f3 белый конь · h3 белая пешка · a2 белая пешка · b2 белая пешка · f2 белая пешка · g2 белая пешка · a1 белая ладья · c1 белый слон · d1 белый ферзь · e1 белая ладья · f1 белый конь · g1 белый король | a8 чёрная ладья · f8 чёрная ладья · g8 чёрный король · b7 чёрный слон · c7 чёрный ферзь · e7 чёрный слон · f7 чёрная пешка · g7 чёрная пешка · h7 чёрная пешка · a6 чёрная пешка · f6 чёрный конь · a5 чёрный конь · b5 чёрная пешка · d5 чёрная пешка · e5 чёрная пешка · d4 белая пешка · e4 белая пешка · d3 белый слон · f3 белый конь · h3 белая пешка · a2 белая пешка · b2 белая пешка · f2 белая пешка · g2 белая пешка · a1 белая ладья · c1 белый слон · d1 белый ферзь · e1 белая ладья · f1 белый конь · g1 белый король | a8 чёрная ладья · f8 чёрная ладья · g8 чёрный король · b7 чёрный слон · c7 чёрный ферзь · e7 чёрный слон · f7 чёрная пешка · g7 чёрная пешка · h7 чёрная пешка · a6 чёрная пешка · f6 чёрный конь · a5 чёрный конь · b5 чёрная пешка · d5 чёрная пешка · e5 чёрная пешка · d4 белая пешка · e4 белая пешка · d3 белый слон · f3 белый конь · h3 белая пешка · a2 белая пешка · b2 белая пешка · f2 белая пешка · g2 белая пешка · a1 белая ладья · c1 белый слон · d1 белый ферзь · e1 белая ладья · f1 белый конь · g1 белый король | a8 чёрная ладья · f8 чёрная ладья · g8 чёрный король · b7 чёрный слон · c7 чёрный ферзь · e7 чёрный слон · f7 чёрная пешка · g7 чёрная пешка · h7 чёрная пешка · a6 чёрная пешка · f6 чёрный конь · a5 чёрный конь · b5 чёрная пешка · d5 чёрная пешка · e5 чёрная пешка · d4 белая пешка · e4 белая пешка · d3 белый слон · f3 белый конь · h3 белая пешка · a2 белая пешка · b2 белая пешка · f2 белая пешка · g2 белая пешка · a1 белая ладья · c1 белый слон · d1 белый ферзь · e1 белая ладья · f1 белый конь · g1 белый король | a8 чёрная ладья · f8 чёрная ладья · g8 чёрный король · b7 чёрный слон · c7 чёрный ферзь · e7 чёрный слон · f7 чёрная пешка · g7 чёрная пешка · h7 чёрная пешка · a6 чёрная пешка · f6 чёрный конь · a5 чёрный конь · b5 чёрная пешка · d5 чёрная пешка · e5 чёрная пешка · d4 белая пешка · e4 белая пешка · d3 белый слон · f3 белый конь · h3 белая пешка · a2 белая пешка · b2 белая пешка · f2 белая пешка · g2 белая пешка · a1 белая ладья · c1 белый слон · d1 белый ферзь · e1 белая ладья · f1 белый конь · g1 белый король | a8 чёрная ладья · f8 чёрная ладья · g8 чёрный король · b7 чёрный слон · c7 чёрный ферзь · e7 чёрный слон · f7 чёрная пешка · g7 чёрная пешка · h7 чёрная пешка · a6 чёрная пешка · f6 чёрный конь · a5 чёрный конь · b5 чёрная пешка · d5 чёрная пешка · e5 чёрная пешка · d4 белая пешка · e4 белая пешка · d3 белый слон · f3 белый конь · h3 белая пешка · a2 белая пешка · b2 белая пешка · f2 белая пешка · g2 белая пешка · a1 белая ладья · c1 белый слон · d1 белый ферзь · e1 белая ладья · f1 белый конь · g1 белый король | a8 чёрная ладья · f8 чёрная ладья · g8 чёрный король · b7 чёрный слон · c7 чёрный ферзь · e7 чёрный слон · f7 чёрная пешка · g7 чёрная пешка · h7 чёрная пешка · a6 чёрная пешка · f6 чёрный конь · a5 чёрный конь · b5 чёрная пешка · d5 чёрная пешка · e5 чёрная пешка · d4 белая пешка · e4 белая пешка · d3 белый слон · f3 белый конь · h3 белая пешка · a2 белая пешка · b2 белая пешка · f2 белая пешка · g2 белая пешка · a1 белая ладья · c1 белый слон · d1 белый ферзь · e1 белая ладья · f1 белый конь · g1 белый король | 1 |
|   | a | b | c | d | e | f | g | h |   |

В узловой позиции системы Чигорина, возникающей после 1. e4 e5 2. Кf3 Кc6 3. Сb5 a6 4. Сa4 Кf6 5. 0—0 Сe7 6. Лe1 b5 7. Сb3 d6 8. с3 0—0 9. h3 Кa5 10. Сc2 c5 11. d4 Фc7 12. Кbd2, Панов отстаивал ход 12… Сb7 и связанный с ним план. Теперь, если белые не хотят затыкать центр ходом 13. d5, они должны идти на вариант 13. Кf1 cd 14. cd Лac8 15. Сd3, после чего Панов нашел связанный с жертвой пешки контрудар 15… d5. Этот вариант был успешно испытан Пановым в партиях с Б. М. Верлинским (1944 / 45 гг.; белые сыграли 16. ed) и Г. И. Равинским (1947 г.; белые продолжали 16. de). В обеих партиях черные добились ярких побед. Позже А. С. Суэтину в партии с Ф. Блатным (командный чемпионат мира среди студентов, Лион, 1955 г.) удалось доказать, что идея Панова недостаточна для получения равноправной игры. Позднейшие попытки усиления игры черных также не принесли положительных результатов.

### Защита Алехина
В так называемой современной системе этого дебюта, возникающей после ходов 1. e4 Кf6 2. e5 Кd5 3. d4 d6 4. Кf3 Сg4, Панов занимался разработкой плана, связанного с ходом 5. h3. Данное продолжение применялось еще в 1920-х гг. (например, А. К. Рубинштейном, Л. Асталошем, Л. Штейнером), однако именно изыскания Панова привлекли к нему серьезное внимание. Ключевая позиция системы возникает после 5… С:f3 6. Ф:f3 de 7. de e6. Здесь в партии с И. Л. Рабиновичем из 10-го чемпионата СССР (Тбилиси, 1937 г.) Панов применил ход 8. a3, после неудачной реакции черных получил перевес и довел его до победы. В турнире московских мастеров 1942 г. Панову в этом варианте удалось в разгромном стиле победить признанного специалиста по защите Алехина В. И. Микенаса. В дальнейшем Микенасу и его последователям удалось доказать безопасность этого продолжения для черных. Также не принесли большого успеха попытки усиления игры белых, связанные с ходами 8. Фe4, 8. Сc4 и 8. Кc3. Практика показала, что черные не только уравнивают игру, но чаще даже получают лучший эндшпиль. В связи с этим белые обычно пытаются бороться за небольшой перевес путем 5. Сe2.

## Основные спортивные результаты
| Год         | Город              | Соревнование                                                       | +  | −  | =  | Результат | Место         |
| ----------- | ------------------ | ------------------------------------------------------------------ | -- | -- | -- | --------- | ------------- |
| 1926        | Москва             | Малое первенство Москвы                                            | 5  | 3  | 3  | 6½ из 11  | 5—6           |
| 1927        | Москва             | Командное первенство ВЦСПС                                         |    |    |    |           |               |
|             | Москва             | Первенство профсоюза совторгслужащих                               |    |    |    |           |               |
| 1928        | Москва             | Чемпионат Москвы                                                   | 10 | 6  | 1  | 10½ из 17 | 5—6           |
|             | Москва             | Чемпионат РСФСР                                                    | 5  | 2  | 6  | 8 из 13   | 3—4           |
| 1929        | Москва             | Чемпионат Москвы                                                   | 11 | 2  | 1  | 11½ из 14 | 1             |
|             | Москва             | Матч с Н. Д. Григорьевым (квалификационный, на звание мастера)     | 3  | 6  | 3  | 4½ : 7½   |               |
|             | Одесса             | 6-й чемпионат СССР (четвертьфинальный турнир, группа № 1)          | 2  | 2  | 4  | 4 из 8    | 5             |
| 1930        | Москва             | Чемпионат Москвы                                                   | 9  | 4  | 4  | 11 из 17  | 3—4           |
|             | Ленинград          | Матч Ленинград — Москва (против Я. Г. Рохлина)                     | 1  | 0  | 1  | 1½ из 2   |               |
| 1931        | Москва             | Полуфинал 7-го чемпионата СССР                                     |    |    |    |           |               |
| 1933        | Москва             | Матч Москва — Ленинград (против Д. О. Ровнера)                     | 1  | 0  | 1  | 1½ из 2   |               |
| 1933 / 1934 | Москва             | Чемпионат Москвы                                                   | 7  | 3  | 9  | 11½ из 19 | 6             |
| 1934        | Ташкент            | Чемпионат Узбекской ССР                                            | 10 | 0  | 4  | 12 из 14  | 1             |
|             | Москва             | Чемпионат РСФСР                                                    |    |    |    |           |               |
|             | Москва             | Отборочный турнир мастеров (к 9-му чемпионату СССР)                | 4  | 1  | 2  | 5 из 7    | 1             |
|             | Иваново            | Всесоюзный турнир промкооперации                                   | 9  | 0  | 2  | 10 из 11  | 1—2           |
| 1934 / 1935 | Ленинград          | 9-й чемпионат СССР                                                 | 7  | 8  | 4  | 9 из 19   | 13—14         |
| 1935        | Москва             | Чемпионат Москвы                                                   | 11 | 2  | 4  | 13 из 17  | 2             |
| 1936        | Москва             | Первенство ВЦСПС                                                   | 5  | 4  | 9  | 9½ из 18  | 9—12          |
|             | Ленинград          | Отборочный турнир мастеров (двухкруговой, к 10-му чемпионату СССР) | 10 | 1  | 7  | 13½ из 18 | 1             |
|             | Москва             | Тематический турнир (по сицилианской защите)                       |    |    |    |           |               |
| 1937        | Тбилиси            | 10-й чемпионат СССР                                                |    |    |    | 8 из 19   | 15            |
|             | Москва             | Международный турнир (в рамках гастролей Р. Файна)                 | 1  | 0  | 6  | 4 из 7    | 3             |
|             | Ленинград          | Матч Ленинград — Москва (против В. А. Чеховера)                    | 1  | 0  | 1  | 1½ из 2   |               |
|             | Харьков            | Первенство ЦС профсоюза издательских работников                    |    |    |    |           |               |
| 1937 / 1938 | Москва             | Чемпионат Москвы                                                   | 5  | 4  | 7  | 8½ из 16  | 7—8           |
| 1938        | Минск              | Чемпионат Белорусской ССР                                          |    |    |    |           |               |
|             | Ленинград          | Первенство ВЦСПС                                                   | 3  | 9  | 9  | 7½ из 21  | 19            |
|             | Москва             | Чемпионат Москвы                                                   | 8  | 4  | 5  | 10½ из 17 | 4—7           |
|             | Москва             | Матч с Г. Н. Вересовым (квалификационный, на звание мастера)       | 4  | 6  | 6  | 7 : 9     |               |
|             | Киев               | Полуфинал 11-го чемпионата СССР                                    | 10 | 1  | 6  | 13 из 17  | 1             |
| 1939        | Ленинград — Москва | «Тренировочный» международный турнир                               | 0  | 10 | 7  | 3½ из 17  | 18            |
|             | Ленинград          | 11-й чемпионат СССР                                                | 3  | 4  | 10 | 8 из 17   | 11—12         |
|             |                    | Чемпионат ЦС ДСО «Медик»                                           |    |    |    | 13½ из 15 | 1             |
|             | Саратов            | Показательный турнир с участием местных шахматистов                |    |    |    |           | 1             |
|             | Ростов-на-Дону     | Всесоюзный турнир I категории (группа № 2)                         | 4  | 5  | 4  | 6 из 13   | 9             |
| 1939 / 1940 | Москва             | Чемпионат Москвы                                                   | 7  | 2  | 4  | 9 из 13   | 2—3           |
| 1940        | Москва             | 12-й чемпионат СССР                                                | 4  | 7  | 8  | 8 из 19   | 13—16         |
|             | Москва             | Полуфинал чемпионата Москвы                                        |    |    |    |           |               |
| 1941        | Москва             | Чемпионат Москвы                                                   | 7  | 4  | 3  | 8½ из 14  | 3             |
|             | Ростов-на-Дону     | Полуфинал 13-го чемпионата СССР                                    | 3  | 1  | 1  | 3½ из 5   | [ 37 ]        |
| 1941/1942   | Москва             | Чемпионат Москвы                                                   | 8  | 4  | 2  | 9 из 14   | 3             |
| 1942        | Москва             | Турнир московских мастеров                                         | 5  | 5  | 4  | 7 из 14   | 4—6           |
|             | Москва             | Чемпионат Москвы                                                   | 8  | 4  | 3  | 9½ из 15  | 5             |
| 1943        | Москва             | Турнир ДСО «Спартак»                                               |    |    |    |           |               |
|             | Москва             | Турнир 25-летия РККА                                               | 7  | 6  | 3  | 8½ из 16  | 4—6           |
|             | Казань             | Матч с В. С. Сайгиным (квалификационный, на звание мастера)        | 3  | 3  | 8  | 7 : 7     |               |
| 1943 / 1944 | Москва             | Чемпионат Москвы                                                   | 4  | 9  | 3  | 5½ из 16  | 15            |
| 1944        | Баку               | Полуфинал 13-го чемпионата СССР                                    | 4  | 4  | 3  | 5½ из 11  | 5—6           |
|             | Иваново            | Показательный турнир                                               | 2  | 4  | 5  | 4½ из 11  | 8             |
| 1944 / 1945 | Москва             | Чемпионат Москвы                                                   | 7  | 6  | 3  | 8½ из 16  | 7-8           |
| 1945        | Киев               | Полуфинал 14-го чемпионата СССР                                    | 7  | 2  | 5  | 9½ из 14  | 4             |
| 1946        | Москва             | Чемпионат Москвы                                                   | 5  | 3  | 7  | 8½ из 15  | 3—6           |
|             | Ленинград          | Полуфинал 15-го чемпионата СССР                                    | 4  | 6  | 8  | 8 из 18   | 13—16         |
| 1947        | Москва             | Чемпионат Москвы                                                   | 7  | 4  | 3  | 8½ из 14  | 4             |
|             | Москва             | Полуфинал 16-го чемпионата СССР                                    | 5  | 0  | 10 | 10 из 15  | 2             |
|             |                    | Чемпионат ЦС ДСО «Динамо»                                          |    |    |    | 11 из 13  | 1             |
| 1948        | Москва             | 16-й чемпионат СССР                                                | 3  | 6  | 9  | 7½ из 18  | 16—17         |
| 1949        | Москва             | Чемпионат Москвы                                                   | 5  | 5  | 5  | 7½ из 15  | 7—8           |
|             | Одесса             | Первенство ЦС ДСО «Большевик»                                      | 7  | 0  | 10 | 12 из 17  | 3—4           |
|             | Ленинград          | Командное первенство ВЦСПС                                         |    |    |    |           |               |
| 1950        | Москва             | Чемпионат Москвы                                                   | 1  | 5  | 9  | 5½ из 15  | 14—15         |
|             | Душанбе            | Матч с Н. Н. Гусевым (квалификационный, на звание мастера)         | 6  | 0  | 3  | 7½ : 1½   |               |
|             | Киев               | Полуфинал 18-го чемпионата СССР                                    | 3  | 5  | 7  | 6½ из 15  | 12—13         |
| 1951        | Ленинград          | Полуфинал 19-го чемпионата СССР                                    | 3  | 6  | 9  | 7½ из 18  | 15            |
| 1951 / 1952 | Москва             | Четвертьфинал 20-го чемпионата СССР (группа 1)                     |    |    |    | 10½ из 15 | 1             |
| 1952        | Одесса             | Первенство ЦС ДСО «Искра»                                          |    |    |    |           |               |
|             | Ленинград          | Полуфинал 20-го чемпионата СССР                                    | 4  | 3  | 10 | 9 из 17   | 8—9           |
| 1953        | Ленинград          | Командное первенство СССР (сборная Москвы, 2-я доска)              | 0  | 4  | 3  | 1½ из 7   | Команда — 3-я |
|             | Вильнюс            | Полуфинал 21-го чемпионата СССР                                    | 3  | 3  | 8  | 7 из 14   | 8—10          |
| 1955        | Москва             | Полуфинал чемпионата Москвы                                        |    |    |    |           |               |
| 1960        | Москва             | Командный матч-турнир ДСО «Труд»                                   |    |    |    |           |               |
|             | Москва             | Матч Москва — Ленинград (против В. М. Бывшева)                     | 0  | 1  | 1  | ½ из 2    |               |
| 1963        | Москва             | Полуфинал чемпионата Москвы                                        |    |    |    |           |               |
|             | Кишинёв            | Показательный турнир                                               |    |    |    |           | 1             |

## Книги
- Атака. — М.; Л.: Физкультура и туризм, 1931. — 72 с.
- Шахматы для начинающих: Руководство по теории и истории шахматной игры и по организации шахматной работы в деревне. — М.: ФиС, 1951. — 128 с. (4-е изд. 1960).
- Шахматы и шашки в колхозе. — М.: ФиС, 1952. — 48 с.
- Атака в шахматной партии и практика шахматного спорта. — М.: ФиС, 1953. — 140 с.
- 300 избранных партий Алехина с его собственными примечаниями / Авт.-сост. В. Н. Панов. — М.: ФиС, 1954. — 640 с.
- Курс дебютов: С вводной статьей «Краткая история шахматной культуры» и 75 избранными партиями. — М.: ФиС, 1957. — 368 с. (Книга неоднократно переиздавалась, дополняясь новыми исследованиями. С 4-го изд. соавтор Я. Б. Эстрин, в 7-м изд. (1993. Т. 1) соавторы Я. Б. Эстрин и Н. М. Калиниченко).
- Международный турнир памяти Алехина: Москва, 1956 / Авт.-сост. В. Н. Панов. — М.: ФиС, 1958. — 223 с.
- Капабланка : (Биография и 64 избранные партии). — М.: ФиС, 1959. — 232 с. (2-е изд. 1960; 3-е изд., доп. и перераб. 1970).
- Михаил Иванович Чигорин, его друзья, соперники и враги. — М.: ФиС, 1963. — 156 с. — (Замечательные спортсмены нашей Родины).
- Шахматы — интересная игра. — М.: Мол. гвардия, 1963. — 141 с.
- Первая книга шахматиста. — М.: ФиС, 1964. — 304 с.
- Сорок лет за шахматной доской: (Воспоминания и 50 избранных партий). — М.: ФиС, 1966. — 175 с.
- Король против короля. — М.: Мол. гвардия, 1967. — 159 с.
- Рыцарь бедный: Документальное повествование о великом русском шахматисте М. И. Чигорине. — М.: Сов. Россия, 1968. — 335 с.
- Основы дебюта. М.: ФиС, 1971. — 64 с. — (Библиотечка шахматиста).